# Ted Bundy
Theodore Robert Bundy (né Cowell; 24 tháng 11 năm 1946 – 24 tháng 1 năm 1989) là một kẻ giết người hàng loạt người Mỹ đã bắt cóc, hãm hiếp và sát hại nhiều phụ nữ cũng như trẻ em gái trong giai đoạn những năm 1970. Sau hơn một thập kỷ chối tội, trước khi bị hành quyết vào năm 1989, anh đã thú nhận mình là thủ phạm của 30 vụ giết người tại 7 bang từ năm 1974 đến năm 1978. Tổng số nạn nhân thực sự của Bundy vẫn là điều bí ẩn và có khả năng còn cao hơn con số 30.
Bundy được đánh giá là một người đẹp trai và lôi cuốn. Đây cũng là những điểm mà anh tận dụng nhằm chiếm lòng tin của các nạn nhân và cả xã hội. Bundy thường tiếp cận mục tiêu ở những nơi công cộng, giả vờ bị thương hoặc tàn tật hay đóng giả một nhân vật có thẩm quyền trước khi đánh họ bất tỉnh rồi đưa đến địa điểm vắng vẻ để cưỡng hiếp và bóp cổ. Đôi khi anh quay lại hiện trường thứ cấp của các vụ án, chải chuốt và thực hiện hành vi tình dục với những xác chết đang trong quá trình phân hủy cho đến khi chúng thối rữa hoặc bị động vật hoang dã hủy hoại đến mức không thể thực hiện thêm bất kỳ tương tác nào nữa. Bundy chặt đầu ít nhất 12 nạn nhân và giữ một vài thủ cấp làm đồ lưu niệm trong căn hộ của mình. Có đôi lúc, anh đột nhập vào nhà dân vào ban đêm rồi đánh chết nạn nhân khi họ đang say giấc.
Năm 1975, Bundy lần đầu sa lưới khi bị bắt giam ở Utah vì tội bắt cóc và hành hung. Sau đó, anh trở thành nghi phạm của một danh sách dài các vụ án mạng chưa được giải quyết ở một số bang. Đối mặt với cáo buộc giết người tại Colorado, Bundy thực hiện liền hai vụ vượt ngục kịch tính và tiếp tục tấn công thêm các nạn nhân ở Florida trong đó có ba vụ là giết người trước khi bị bắt lại lần cuối vào năm 1978. Với ba vụ giết người ở Florida, Bundy nhận ba án tử trong hai phiên tòa. Cuối cùng, anh bị hành quyết trên ghế điện tại nhà tù bang Florida ở Raiford vào ngày 24 tháng 1 năm 1989.
Nhà viết tiểu sử Ann Rule, người từng tiếp xúc với Ted Bundy, đã mô tả anh là "một kẻ bạo dâm mắc bệnh nhân cách, lấy làm vui sướng với nỗi đau của người khác cũng như sự kiểm soát nạn nhân cho đến khi họ chết và thậm chí cả sau đó nữa." Bundy tự nhận mình là "tên khốn máu lạnh nhất mà bạn từng gặp." Luật sư Polly Nelson, một thành viên trong đoàn luật sư bào chữa cuối cùng của Bundy, đã gọi anh là "định nghĩa chính xác của một con quỷ không có trái tim."

## Đầu đời

### Thời thơ ấu
Ted Bundy, tên đầy đủ là Theodore Robert Cowell, được bà Eleanor Louise Cowell (1924–2012; thường gọi là Louise) hạ sinh tại Nhà hộ sinh Elizabeth Lund dành cho bà mẹ đơn thân ở Burlington, Vermont vào ngày 24 tháng 11 năm 1946. Danh tính thực sự của cha anh chưa bao giờ được xác nhận. Giấy khai sinh của Ted Bundy được cho là thừa nhận mối quan hệ cha con với một nhân viên bán hàng từng là lính không quân có tên Lloyd Marshall. Dù vậy, nhiều báo cáo lại khẳng định phần họ tên cha ruột của Bundy đã được ghi là "Không rõ". Louise kể rằng bà từng bị quyến rũ bởi Jack Worthington, một cựu chiến binh giàu có, và Văn phòng cảnh sát trưởng quận King đã công nhận người này là cha của Bundy trong hồ sơ của họ. Một số thành viên gia đình bày tỏ mối nghi ngờ về việc chính người cha dữ tợn, ưa bạo hành của Louise, ông Samuel Cowell, là cha của Ted Bundy nhưng không có bằng chứng hữu hình nào được đưa ra để chứng minh giả thuyết.
Suốt ba năm đầu đời, Bundy sống trong ngôi nhà ở Philadelphia cùng ông bà ngoại, Samuel (1898–1983) và Eleanor Cowell (1895–1971), những người đã nuôi nấng anh như con trai ruột để tránh sự kỳ thị của xã hội vì Bundy là đứa trẻ ngoài giá thú. Gia đình, bạn bè và thậm chí cả cậu bé Ted đều được cho biết ông bà ngoại chính là bố mẹ Ted còn Louise là chị gái cậu. Cuối cùng Bundy cũng biết được sự thật, dù mỗi hoàn cảnh lại có một hồi tưởng về sự kiện khác nhau. Anh từng kể với bạn gái rằng một người anh em họ đã cho Bundy xem bản sao giấy khai sinh của anh sau khi gọi anh là "con hoang", nhưng lại nói với hai ký giả Stephen Michaud và Hugh Aynesworth là tự mình đã tìm được giấy khai sinh. Người viết tiểu sử kiêm cây viết tội phạm Ann Rule biết rất rõ Bundy, tin là Bundy hoàn toàn không biết về thân phận của mình cho tới năm 1969, khi đọc được hồ sơ khai sinh gốc ở Vermont. Bundy oán hận mẹ mình suốt đời vì đã không bao giờ nói cho anh biết về người cha thật, khiến anh phải tự tìm tòi về gốc gác của chính mình.
Trong một số cuộc phỏng vấn, Bundy tỏ ra hào hứng khi kể về ông bà mình, từng nói với Rule rằng anh dành sự "đồng cảm", "tôn trọng" và "tin tưởng tuyệt đối" cho ông ngoại. Thế nhưng, vào năm 1987, Bundy và các thành viên khác trong gia đình lại miêu tả với các luật sư rằng Samuel Cowell là một tên độc tài hách dịch, bảo thủ, kỳ thị người da màu, người Ý, người Công giáo và cả người Do Thái, đánh vợ và cả con chó trong nhà thậm chí treo lủng lẳng đám mèo nhà hàng xóm bằng đuôi của chúng. Ông từng ném Julia, em gái của Louise, xuống cầu thang vì cô ngủ quá giấc. Đôi khi Samuel còn to tiếng với những thứ vô hình, và ít nhất một lần nổi cơn thịnh nộ khi được hỏi về quan hệ cha con với Bundy.
Bundy mô tả bà của mình là một người phụ nữ rụt rè và nghe lời, thường xuyên trải qua liệu pháp điều trị chứng trầm cảm bằng điện và sợ phải rời khỏi nhà vào những năm tháng cuối đời. Ngay từ khi còn nhỏ, Bundy thỉnh thoảng bộc lộ những hành vi đáng lo ngại. Julia nhớ lại mình từng nằm giữa những con dao làm bếp khi vừa thức dậy sau một giấc ngủ ngắn còn đứa cháu Bundy thì đang đứng cạnh giường và mỉm cười.

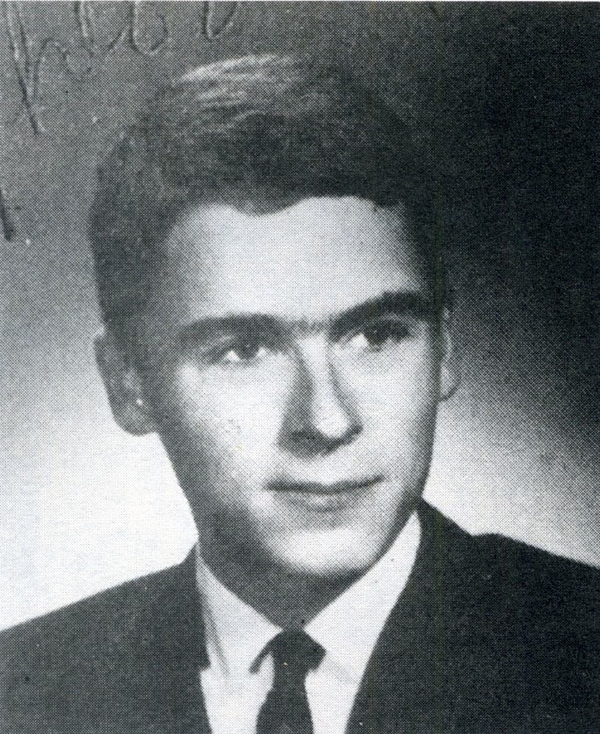
Bundy khi đang là học sinh trung học cuối cấp, năm 1965

Năm 1950, Louise đổi họ của mình từ Cowell thành Nelson, và trước sự thúc giục của nhiều thành viên trong gia đình, bà cùng con trai rời Philadelphia để chuyển đến sống với hai người anh em họ là Alan và Jane Scott ở Tacoma, Washington. Năm 1951, trong một đêm hội độc thân tại Nhà thờ giám lý đầu tiên của Tacoma, Louise làm quen với Johnny Culpepper Bundy (1921–2007), một đầu bếp bệnh viện. Năm đó, hai người thành hôn và Johnny Bundy chính thức nhận nuôi Ted. Johnny và Louise có với nhau bốn đứa con. Mặc dù luôn đưa cậu con nuôi tham gia cắm trại và nhiều hoạt động gia đình khác nhưng Johnny vẫn không thể gần gũi Ted. Một thời gian sau, Ted Bundy than vãn với bạn gái rằng Johnny không phải cha ruột của anh, "không quá sáng dạ" và "chẳng kiếm được nhiều tiền."
Khi nói chuyện với các ký giả viết tiểu sử, Bundy vẽ nên những hồi ức khác nhau về Tacoma. Trước Michaud và Aynesworth, Bundy mô tả cách anh ta đi lang thang trong khu phố của mình, moi móc thùng rác để tìm kiếm ảnh phụ nữ khỏa thân. Với Polly Nelson, anh lại giải thích cách mình chăm chú đọc các tạp chí trinh thám, tiểu thuyết tội phạm và phim tài liệu tội phạm có thật về những câu chuyện liên quan đến bạo lực tình dục, đặc biệt là khi chúng được minh họa bằng hình ảnh của những xác chết hoặc những cơ thể thương tật. Viết trong một bức thư gửi cho Rule, anh khẳng định "chưa bao giờ đọc tạp chí trinh thám có thật mà cảm thấy rùng mình trong suy nghĩ", rằng ai mà muốn đọc. Khi đối thoại với Michaud, Bundy mô tả cách anh uống thật nhiều rượu rồi "thăm dò cộng đồng" vào đêm khuya khi tìm kiếm những cửa sổ không có mành che, nơi anh có thể quan sát phụ nữ cởi đồ hoặc "bất cứ thứ gì [khác] có thể nhìn thấy được."
Bundy cũng luôn đa dạng hóa lời tường thuật của mình về các mối quan hệ xã hội. Anh ta nói với Michaud và Aynesworth rằng anh "chọn ở một mình" khi còn ở tuổi vị thành niên vì không tài nào hiểu nổi mối quan hệ giữa các cá nhân. Bundy khẳng định mình không có ý thức tự nhiên về cách để phát triển tình bạn. "Tôi không biết điều gì khiến mọi người muốn trở thành bạn bè," anh nói. "Không biết nền tảng cho các tương tác xã hội là gì." Tuy nhiên, các bạn cùng lớp của Bundy ở trường Trung học Woodrow Wilson kể với Rule rằng Bundy "nổi tiếng và được nhiều người yêu thích", "là kẻ bình thường trong một môi trường lớn."
Môn thể thao mà Ted Bundy đam mê nhất là trượt tuyết xuống dốc, anh nhiệt tình theo đuổi hoạt động này bằng cách ăn trộm dụng cụ và làm giả vé ghế nâng.
Trong thời gian học trung học, anh từng bị bắt ít nhất hai lần vì tình nghi ăn cắp tài sản và trộm ô tô. Theo thông lệ của bang Washington, khi Bundy đủ 18 tuổi, chi tiết về các tiền án này được xóa khỏi hồ sơ của anh.

### Những năm tháng đại học
Sau khi tốt nghiệp trung học năm 1965, Bundy theo học tại Đại học Puget Sound (UPS) một năm trước khi chuyển sang Đại học Washington (UW) để học ngành ngôn ngữ Trung. Năm 1967, anh có quan hệ tình cảm với một nữ sinh cùng lớp tại UW, người được gán cho một số tên giả trong các tiểu sử về Bundy, thường là "Stephanie Brooks." Đầu năm 1968, anh bỏ học đại học và chuyển sang làm một loạt công việc với mức lương tối thiểu. Anh cũng tham gia tình nguyện tại văn phòng Seattle trong chiến dịch tranh cử tổng thống của Nelson Rockefeller, và trở thành tài xế kiêm vệ sĩ cho Arthur Fletcher trong cuộc tranh cử chức Phó thống đốc bang Washington của ông này.
Vào tháng 8 năm 1968, Bundy tham dự Đại hội đảng cộng hòa toàn quốc ở Miami với tư cách là đại biểu của Rockefeller. Ngay sau sự kiện đó, Brooks chia tay Ted Bundy và trở về nhà gia đình cô ở California, thất vọng vì cho rằng Bundy non nớt và thiếu tham vọng. Bác sĩ tâm thần Dorothy Lewis xác định cuộc khủng hoảng này "có lẽ là thời điểm then chốt trong quá trình phát triển của anh ta". Đau khổ vì bị Brooks khước từ, Bundy đến Colorado và sau đó xa hơn về phía đông, thăm họ hàng ở Arkansas và Philadelphia rồi đăng ký một học kỳ tại Đại học Temple. Vào thời điểm này, khoảng đầu năm 1969, Rule tin rằng Bundy đã đến thăm văn phòng hồ sơ khai sinh ở Burlington và biết được chân tướng về nhân thân của mình.
Bundy trở lại Washington vào mùa thu năm 1969 và gặp Elizabeth Kloepfer (trong các tác phẩm về Bundy thường được gọi với những cái tên: Meg Anders, Beth Archer, Liz Kendall), một phụ nữ đã ly hôn đến từ Ogden, Utah, hiện đang làm thư ký tại Viện dược trường đại học Washington. Mối quan hệ đầy sóng gió của hai người vẫn tiếp tục tốt đẹp, ngay cả sau khi Bundy bị bắt giam lần đầu ở Utah vào năm 1976.
Giữa năm 1970, Bundy tập trung vào việc định hướng mục tiêu, và đăng ký học lại tại UW, lần này là chuyên ngành tâm lý học. Anh trở thành một sinh viên danh giá và được các giáo sư đánh giá cao. Năm 1971, Bundy vào làm việc tại Trung tâm đường dây nóng tự tử Seattle, ở đây anh gặp và trở thành đồng nghiệp của Ann Rule, cựu cảnh sát Seattle. Là một nhà văn tội phạm đầy tham vọng, Ann Rule sau này viết một trong những cuốn tiểu sử đáng chú ý nhất về Bundy, cuốn The Stranger Beside Me. Vào thời điểm đó, Rule không thấy có gì đáng lo ngại trong tính cách của Bundy và mô tả anh ta là một người "tốt bụng, ân cần và dễ đồng cảm". Tốt nghiệp UW năm 1972, Bundy tiếp tục tham gia chiến dịch tái tranh cử của Thống đốc Daniel J. Evans. Trong vai một sinh viên, Bundy đã đi theo cựu thống đốc Albert Rosellini, đối thủ của Evans, và ghi lại các bài phát biểu của ông để nhóm của Evans phân tích. Evans bổ nhiệm Bundy vào Ủy ban cố vấn phòng chống tội phạm Seattle. Sau khi Evans tái đắc cử, Bundy được thuê làm trợ lý cho Ross Davis, Chủ tịch đảng cộng hòa bang Washington. Davis nghĩ tốt về Bundy và mô tả anh ta là người "thông minh, năng nổ... và luôn đặt niềm tin vào chế độ". Đầu năm 1973, mặc dù có điểm thi đầu vào trường luật (LSAT) thấp, Bundy vẫn được nhận vào các viện luật của UPS và Đại học Utah nhờ thư giới thiệu của Evans, Davis và cả một số giáo sư tâm lý học tại UW.
Trong chuyến công du tới California cho Đảng cộng hòa vào mùa hè năm 1973, Bundy nối lại mối quan hệ của mình với Brooks. Cô đã rất ngạc nhiên vì những biến chuyển rõ rệt của anh, Bundy giờ đã là một người có chuyên môn, và dường như đang ở nốt thăng trong sự nghiệp pháp lý cũng như chính trị. Đồng thời, Bundy cũng đang hẹn hò với Kloepfer, và cả hai người phụ nữ đều không hề biết nhau. Mùa thu năm 1973, anh trúng tuyển Viện luật UPS, và tiếp tục theo đuổi Brooks, cô này cũng bay đến Seattle nhiều lần để được ở bên cạnh Bundy. Có thời điểm, hai người đã bàn tới chuyện hôn nhân, Bundy từng giới thiệu Brooks cho Davis với tư cách là hôn thê của mình.
Thế rồi tới tháng 1 năm 1974, Bundy đột ngột cắt đứt mọi liên lạc. Các cuộc gọi, thư từ của Brooks đều không có hồi âm. Cuối cùng cô cũng gọi điện được cho Bundy một tháng sau đó, yêu cầu anh giải thích lý do tại sao lại đơn phương chấm dứt mối quan hệ mà không một lời giải thích. Bằng một giọng đều đều, bình tĩnh, anh ta trả lời, "Stephanie, tôi không hiểu ý cô là gì" rồi cúp máy. Từ đó, Brooks không bao giờ nghe về Bundy nữa. Sau này, Bundy giải thích, "Tôi chỉ muốn chứng minh với bản thân mình là tôi có khả năng kết hôn với cô ấy". Khi nhìn lại những chuyện đã qua, Brooks kết luận rằng Bundy đã cố tình lên một kế hoạch cho toàn bộ quá trình tán tỉnh cô để rồi sau đó bất ngờ từ chối, hòng trả thù cho lần chia tay năm 1968.
Thời gian này, Bundy bắt đầu trốn học ở trường. Đến tháng 4 năm 1974, anh ta bỏ ngang hoàn toàn, đây cũng chính là thời điểm những phụ nữ trẻ bắt đầu biến mất ở Tây Bắc Thái Bình Dương.

## Hai chuỗi án mạng đầu tiên

### Washington, Oregon
Không có sự thống nhất trong việc xác định xem đâu là thời điểm cũng như địa điểm Ted Bundy bắt đầu giết phụ nữ. Anh kể những câu chuyện khác nhau cho những đối tượng khác nhau và từ chối tiết lộ chi tiết những tội ác đầu tiên của mình ngay cả khi đã thừa nhận về hàng chục vụ giết người qua các bức ảnh chi tiết, trước ngày bị hành hình. Với Nelson, anh nói rằng mình cố gắng thực hiện vụ bắt cóc đầu tiên vào năm 1969 ở Ocean City, New Jersey nhưng không giết bất kỳ ai cho tới khoảng năm 1971 ở Seattle. Nhưng lại kể với nhà tâm lý học Art Norman là đã giết hai phụ nữ tại thành phố Atlantic vào năm 1969, giữa chuyến thăm gia đình ở Philadelphia.
Bundy ám chỉ nhưng lại không chịu mô tả chi tiết với thanh tra Robert D. Keppel về một vụ hạ sát mà anh đã thực hiện vào năm 1972 ở Seattle, và một vụ khác vào năm 1973, liên quan tới một người xin đi nhờ xe gần vùng Tumwater. Cả Rule và Keppel đều tin Bundy có thể đã gây án khi mới chỉ là một thiếu niên. Dù liên tục phủ nhận, người ta có bằng chứng xác đáng cho thấy Bundy đã bắt cóc và giết chết cô bé 8 tuổi Ann Marie Burr ở Tacoma vào năm 1961 khi anh 14 tuổi. Các nạn nhân của Bundy được ghi nhận rõ ràng sớm nhất vào năm 1974 khi anh ta 27 tuổi. Lúc này, trong thời đại mà kỹ thuật lập hồ sơ DNA chưa tồn tại, bằng cách tự tìm tòi, Ted Bundy thành thục các kỹ năng cần thiết để chỉ bỏ lại hiện trường lượng bằng chứng pháp y ít nhất có thể.
Nửa đêm ngày 4 tháng 1 năm 1974 (khoảng thời gian Bundy chấm dứt mối quan hệ với Brooks), anh bước vào căn phòng dưới tầng hầm của cô gái 18 tuổi Karen Sparks (có tên Joni Lenz, Mary Adams, hoặc Terri Caldwell theo nhiều nguồn khác nhau), một sinh viên kiêm vũ công tại UW. Sau khi đánh Sparks bất tỉnh bằng một cái que kim loại lấy từ khung giường, anh dùng chính cái que này hoặc có thể là một chiếc mỏ vịt âm đạo bằng kim loại để tấn công tình dục Sparks, gây thương tích nội trầm trọng cho cô. Sparks may mắn sống sót và bất tỉnh 10 ngày nhưng đi kèm với đó là những vết thương theo cô suốt đời về cả thể chất lẫn tinh thần. Rạng sáng ngày 1 tháng 2 cùng năm, Bundy đột nhập vào phòng Lynda Ann Healy, cũng là một sinh viên UW, làm nhiệm vụ phát các bản tin thời tiết của đài phát thanh cho dân trượt tuyết. Anh đánh bất tỉnh Healy, mặc cho cô một chiếc quần jean xanh đi kèm áo blouse trắng và đôi giày ống rồi mang cô đi.
Nửa đầu năm 1974, cứ mỗi tháng lại có khoảng một nữ sinh đại học mất tích. Ngày 12 tháng 3 năm 1974, Donna Gail Manson, một sinh viên 19 tuổi của trường Cao đẳng bang Evergreen tại Olympia, khoảng 60 dặm (95 km) về phía tây nam Seattle, rời ký túc xá để tham dự một buổi hòa nhạc jazz trong khuôn viên trường nhưng rồi không bao giờ xuất hiện nữa. Buổi tối ngày 17 tháng 3 năm 1974, Susan Elaine Rancourt mất tích khi đang trên đường về phòng ký túc xá sau buổi gặp mặt cố vấn tại trường Cao đẳng tiểu bang Central Washington ở Ellensburg, khoảng 110 dặm (175 km) về phía đông-đông nam Seattle. Tiếp đó, hai nữ sinh ở Central Washington đã tới trình báo về hai cuộc gặp gỡ, một vào đêm Rancourts biến mất và một vào ba đêm trước đó, đều là với một người đàn ông phải đeo đai cố định ở cánh tay, nhờ họ giúp đem một đống sách lên chiếc xe Volkswagen Beetle màu nâu hoặc nâu vàng của anh ta. Ngày 6 tháng 5 năm 1974, Roberta Kathleen Parks rời ký túc xá trường Đại học tiểu bang Oregon ở Corvallis, 85 dặm (135 km) về phía nam Portland, để uống cà phê với bạn bè tại Memorial Union, và không bao giờ tới nơi.

Georgann Hawkins

Những vụ việc kể trên bắt đầu dấy lên mối lo ngại cho các thanh tra cảnh sát ở quận King và Seattle. Họ không thể tìm được bất kỳ bằng chứng hữu ích nào và những phụ nữ mất tích thì có rất ít điểm chung, ngoại trừ việc đều là những nữ sinh đại học da trắng, trẻ trung, trông hấp dẫn với mái tóc rẽ ngôi. Ngày 1 tháng 6 năm 1974, Brenda Carol Ball (22 tuổi) mất tích sau khi rời Flame Tavern ở Burien, gần Sân bay quốc tế Seattle-Tacoma. Cô được nhìn thấy lần cuối trong bãi đậu xe khi đang nói chuyện với một người đàn ông tóc nâu với cánh tay đeo đai cố định.
Rạng sáng ngày 11 tháng 6, Georgann Hawkins của UW đã biến mất khi đang đi xuống một con hẻm sáng đèn giữa ký túc xá của bạn trai cô và nhà nữ sinh. Sáng hôm sau, ba thanh tra điều tra án mạng cùng lực lượng pháp y mò mẫm, lùng sục khắp con hẻm mà không tìm được gì. Sau khi giới chức công bố rộng rãi vụ mất tích của Hawkins, các nhân chứng đến trình báo về sự xuất hiện của một người đàn ông ngay đêm Hawkins mất tích, lảng vảng ở một con hẻm phía sau ký túc gần đó. Người này vật lộn mang chiếc cặp tài liệu khi phải chống nạng với một chân bó bột. Một phụ nữ cũng kể lại rằng gã đàn ông này đã nhờ cô đưa chiếc cặp vào xe cho anh, và đó là một chiếc Volkswagen Beetle màu nâu sáng. Sau này, Bundy thú nhận với Keppel rằng anh đã dụ Hawkins đến xe của mình trước khi đánh cô bất tỉnh bằng một chiếc xà beng mà anh giấu cạnh chiếc xe. Tiếp đó, anh còng tay Hawkins và chở cô tới Issaquah, giết chết cô gái bằng cách bóp cổ rồi dành cả đêm bên cái xác. Trước khi mất mạng, Hawkins tỉnh dậy và bắt đầu trò chuyện với Ted Bundy. Trong dòng hồi tưởng, Bundy kể rằng Hawkins đã nói với anh về bài kiểm tra tiếng Tây Ban Nha ngày mai của mình và Hawkins "nghĩ là tôi bắt cô ta để dạy kèm tiếng Tây Ban Nha cho bài kiểm tra chắc", anh còn nói thêm "không có gì vui lắm, nhưng những điều mà con người ta nói trong những trường hợp như vậy thật kỳ quặc". Bundy thừa nhận đã quay lại thăm xác Hawkins tới ba lần và cũng quay lại con hẻm gần UW ngay vào buổi sáng sau vụ giết người. Ở đó, giữa cuộc khám nghiệm hiện trường, Bundy thu nhặt bông tai và một chiếc giày của Hawkins, vứt chúng ở bãi đậu xe liền kề rồi tháo chạy mà không bị ai chứng kiến.
Trong khoảng thời gian này, Bundy đang làm việc tại Olympia với tư cách là trợ lý giám đốc của Ủy ban tư vấn phòng chống tội phạm Seattle (nơi anh đã viết một cuốn sách nhỏ dành cho phụ nữ về phòng chống hiếp dâm). Sau đó, Bundy chuyển tới Bộ dịch vụ khẩn cấp (DES), một cơ quan nhà nước cấp tiểu bang liên quan đến việc tìm kiếm những người phụ nữ mất tích. Tại DES, anh gặp và hẹn hò với Carole Ann Boone, một bà mẹ hai con đã ly hôn hai lần, người mà sáu năm sau đóng vai trò quan trọng trong những năm tháng cuối đời của Bundy.

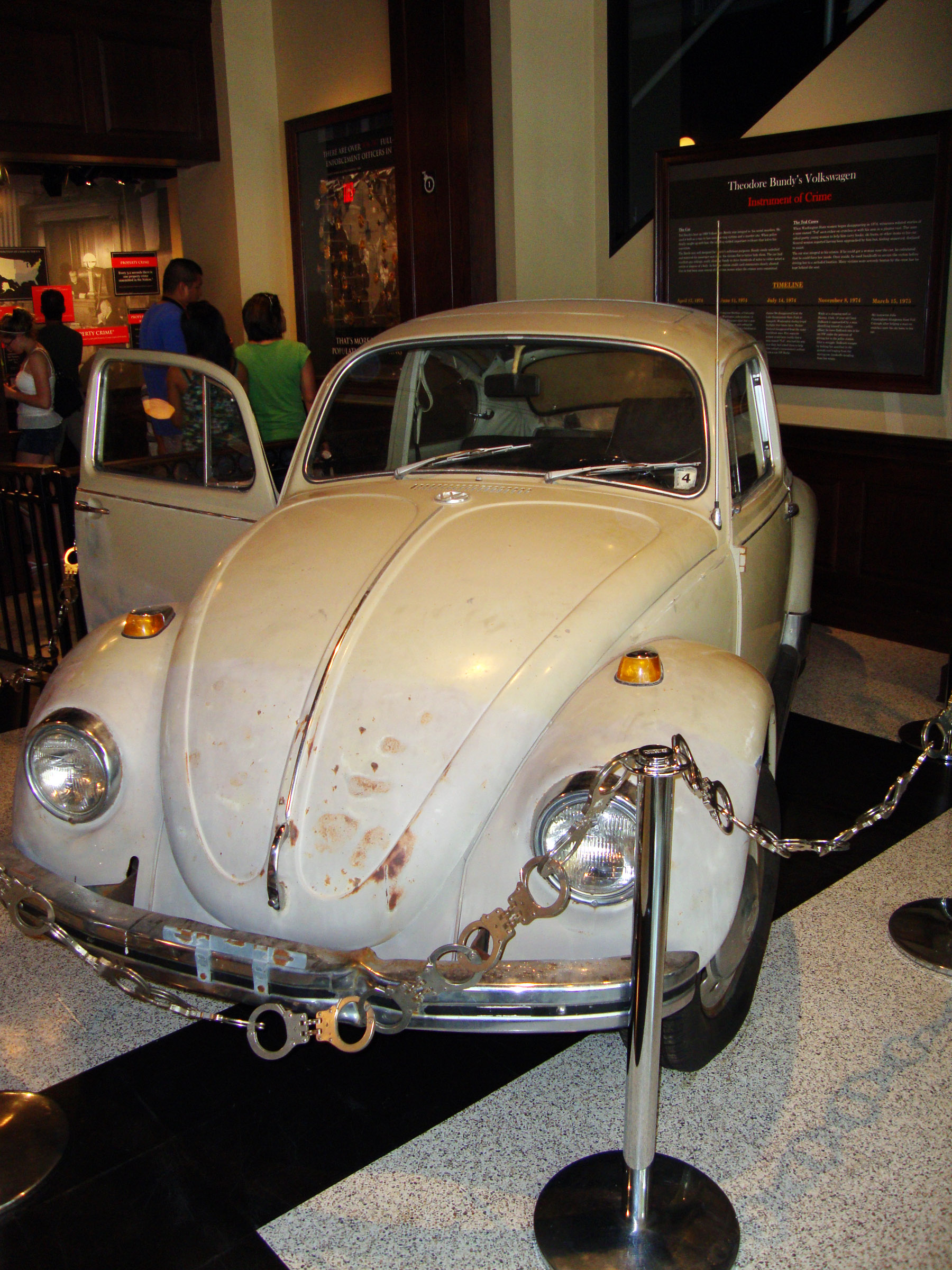
Chiếc Volkswagen Beetle 1968 của Ted Bundy, là nơi anh thực hiện nhiều tội ác. Phương tiện được trưng bày tại Bảo tàng quốc gia về tội phạm và trừng phạt hiện đã không còn

Thông tin về sáu vụ mất tích cũng như vụ hành hung dã man Karen Sparks xuất hiện nổi bật trên báo đài khắp hai bang Washington và Oregon. Nỗi sợ hãi lan ra toàn cộng đồng, phụ nữ trở nên ngần ngại khi xin đi nhờ xe người lạ hơn. Áp lực đè nặng lên các cơ quan thực thi pháp luật nhưng họ thì đang gặp trở ngại do thu thập được quá ít bằng chứng vật chất. Cảnh sát cũng không thể cung cấp lượng thông tin ít ỏi mà mình có cho báo giới vì sợ rằng sẽ ảnh hưởng tới quá trình điều tra. Có thêm những điểm tương đồng giữa các nạn nhân được ghi nhận, bao gồm: họ thường mất tích vào ban đêm ở gần các công trình đang xây dựng, trong vòng một tuần sau kỳ thi giữa hoặc cuối kỳ, tất cả đều mặc quần slack hoặc quần jean xanh, và ở hầu hết hiện trường, đều có sự xuất hiện của một người đàn ông với cánh tay bó bột hoặc phải đeo đai cố định, lái một chiếc Volkswagen Beetle màu nâu, có thể là nâu vàng.
Tại Tây Bắc Thái Bình Dương, đỉnh điểm của các vụ án mạng là vào ngày 14 tháng 7 năm 1974, khi hai cô gái bị bắt cóc giữa ban ngày tại một bãi biển đông đúc ở Công viên tiểu bang hồ Sammamish, Issaquah, vùng ngoại ô cách 20 dặm (30 km) về phía đông Seattle. Năm người phụ nữ đã mô tả về một gã đàn ông trẻ tuổi, khá hấp dẫn, mặc một bộ quần áo tennis màu trắng với cánh tay trái đeo đai cố định, có chất giọng nhỏ nhẹ, khả năng là người Canada hoặc Anh. Anh tự giới thiệu mình là "Ted", và nhờ những cô gái dỡ một chiếc thuyền buồm từ chiếc xe Volkswagen Beetle màu nâu vàng (hoặc màu đồng) của mình. Trong năm người, chỉ có một người đi cùng Bundy, khi không thấy chiếc thuyền buồm nào cả, cô lập tức bỏ chạy. Ba nhân chứng còn bổ sung, đã nhìn thấy Bundy tiếp cận Janice Anna Ott (23 tuổi) hiện đang là nhân viên phụ trách án tập sự tại Tòa án vị thành niên quận King, cũng bằng câu chuyện về chiếc thuyền buồm, và thấy cô rời bãi biển cùng với Bundy. Khoảng bốn giờ sau, Denise Marie Naslund, một cô gái 19 tuổi, đang theo học lập trình, rời buổi dã ngoại để đi vệ sinh và không bao giờ trở lại. Bundy nói với cả Stephen Michaud và William Hagmaier rằng Ott vẫn còn sống khi anh trở về cùng Naslund và anh đã bắt một người chứng kiến mình hạ sát người còn lại, nhưng sau đó lại phủ nhận điều kể trên trong một cuộc phỏng vấn với Lewis trước ngày hành quyết.
Cảnh sát quận King, khi xác định được nhân dạng của kẻ thủ ác cũng như chiếc xe của anh ta, đã cho dán cáo thị khắp khu vực Seattle. Một bản phác thảo tổng hợp cũng được xuất bản trên các tờ báo trong khu vực và phát trên các đài truyền hình địa phương. Elizabeth Kloepfer, Ann Rule, một nhân viên của DES và một giáo sư tâm lý học ở UW đều nhận ra hồ sơ nhân dạng, bản phác thảo và cả chiếc xe. Họ lập tức báo ngay cho nhà chức trách rằng Ted Bundy có thể là một nghi phạm. Thế nhưng những cảnh sát phải xử lý tới hơn 200 đơn chỉ điểm mỗi ngày thì lại không tin một sinh viên luật sạch sẽ, không có tiền án lại có thể là hung thủ.
Ngày 6 tháng 9 năm 1974, hai thợ săn gà rừng tình cờ vấp phải những mảnh hài cốt của Ott và Naslund cạnh một con đường phụ ở Issaquah, khoảng 2 dặm (3 km) về phía đông Công viên tiểu bang hồ Sammamish. Ở địa điểm này, người ta cũng tìm được một xương đùi phụ và một số đốt sống mà sau này Bundy xác nhận là của Georgann Hawkins. Sáu tháng sau, các sinh viên lâm nghiệp từ Đại học cộng đồng Green River đã phát hiện ra hộp sọ và xương hàm của Healy, Rancourt, Parks và Ball trên núi Taylor, nơi Bundy thường xuyên đi bộ đường dài, ngay phía đông Issaquah. Hài cốt của Manson thì không bao giờ tìm được.

### Idaho, Utah, Colorado

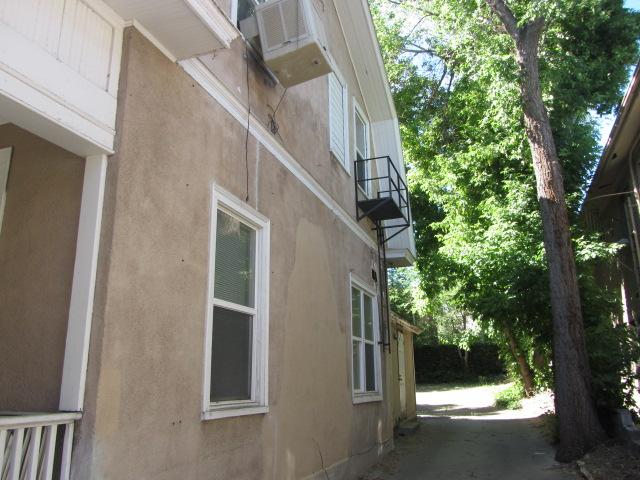
Căn hộ ở thành phố Salt Lake nơi Bundy sống từ tháng 9 năm 1974 đến tháng 10 năm 1975, có thể thấy một lối thoát hiểm dẫn đến phòng của anh ta và các cửa sổ nhà kho, nơi anh giấu những bức ảnh lưu niệm về các vụ giết người của mình

Vào tháng 8 năm 1974, Bundy tái nhập học tại Viện luật trường đại học Utah và chuyển đến thành phố Salt Lake, bỏ lại Kloepfer ở Seattle. Trong khi vẫn thường xuyên liên lạc với Kloepfer, anh tiếp tục hẹn hò với "ít nhất một tá" phụ nữ khác. Khi Bundy quay lại học chương trình luật năm nhất lần thứ hai, "anh đã rất thất vọng khi phát hiện ra các sinh viên khác có một tố chất gì đó, một số năng lực trí tuệ mà anh không có. Anh cảm thấy không hiểu gì khi tham gia các lớp học. 'Đối với tôi đó là một nỗi thất vọng tràn trề,' Bundy nói."
Một loạt các vụ giết người mới bắt đầu vào tháng sau, trong đó có hai vụ không bị phát giác cho tới khi được Bundy thú nhận trước ngày hành quyết. Ngày 2 tháng 8 năm 1974, anh hãm hiếp và bóp cổ một người xin đi nhờ xe ở Idaho, rồi lập tức phi tang cái xác xuống con sông gần đó, hoặc có thể đã trở lại vào ngày hôm sau để chụp ảnh và chặt xác, danh tính của nạn nhân này đến nay vẫn chưa được xác định. Ngày 2 tháng 10 năm 1974, anh bắt cóc Nancy Wilcox (16 tuổi) ở Holladay, ngoại ô thành phố Salt Lake. Di hài của cô được Bundy chôn cất gần Vườn quốc gia Capitol Reef, khoảng 200 dặm (320 km) về phía nam Holladay, nhưng không bao giờ được tìm thấy.
Vào ngày 18 tháng 10 năm 1974, Melissa Anne Smith, cô con gái 17 tuổi của cảnh sát trưởng vùng Midvale (ngoại ô thành phố Salt Lake), biến mất sau khi bước chân khỏi một tiệm bánh pizza. Chín ngày sau, thi thể khỏa thân của cô được phát hiện tại vùng núi lân cận. Kết quả khám nghiệm tử thi cho thấy có thể Smith vẫn còn sống thêm 7 ngày kể từ khi mất tích. Xuôi xuống phía nam 25 dặm (40 km), Laura Ann Aime bằng tuổi với Smith, mất tích ở Lehi sau khi rời khỏi một quán cà phê lúc nửa đêm ngày 31 tháng 10 năm 1974. Thi thể khỏa thân của cô nằm cách đó 9 dặm về phía đông bắc, tại hẻm núi American Fork, và được những người đi bộ đường dài tìm thấy trong ngày Lễ Tạ ơn. Cả hai nạn nhân đều bị đánh đập, hãm hiếp, kê gian và xiết cổ bằng tất nylon. Nhiều năm sau, Bundy miêu tả về các nghi lễ cho người chết của mình với Smith và Aime, bao gồm cả những việc như gội đầu và trang điểm cho xác chết.
Cuối giờ chiều ngày 8 tháng 11 năm 1974, tại Trung tâm mua sắm Fashion Place ở Murray, cách tiệm bánh ở Midvale nơi Melissa Smith được nhìn thấy lần cuối chưa đầy 1,6 km, Bundy tiếp cận Carol DaRonch (18 tuổi) hiện đang là một nhân viên trực tổng đài điện thoại. Anh tự giới thiệu mình là "sĩ quan Roseland" của Sở cảnh sát Murray rồi báo với DaRonch rằng có ai đó đã cố gắng đột nhập xe của cô, đồng thời yêu cầu cô đi theo mình về đồn cảnh sát để làm đơn khiếu nại. Khi DaRonch nhắc Bundy rằng dường như anh đang đi nhầm đường, Bundy ngay lập tức dừng xe lại ở lề đường và định còng tay cô. Trong khi cả hai đang vật lộn, Bundy sơ ý khóa nhầm chiếc còng vào chỉ đúng một cổ tay của DaRonch khiến DaRonch kịp mở cửa xe và chạy thoát. Tối muộn cùng ngày, Debra Jean Kent, học sinh 17 tuổi của trường Trung học Viewmont ở Bountiful, cách 20 dặm (30 km) về phía bắc Murray, biến mất sau khi rời khỏi một buổi nhạc kịch ở trường để đi đón em trai. Giáo viên kịch và một học sinh đã khai với cảnh sát rằng có một "người lạ" yêu cầu từng người ra bãi đậu xe để nhận dạng một chiếc xe hơi. Một học sinh khác cũng thấy gã người lạ này đi lại ở phía sau khán phòng, và ngay trước khi vở kịch kết thúc, giáo viên dạy kịch lại một lần nữa bắt gặp anh ta. Bên ngoài khán phòng, các điều tra viên tìm thấy một chiếc chìa khóa mở được còng tay trên cổ tay của Carol DaRonch.
Ngay trong tháng 11 năm 1974, Elizabeth Kloepfer gọi điện cho cảnh sát quận King lần thứ hai sau khi đọc được tin về những phụ nữ trẻ mất tích ở các thị trấn ngoại ô thành phố Salt Lake. Thanh tra Randy Hergesheimer của tổ trọng án đã tới lấy lời khai chi tiết từ cô. Thời điểm này, Ted Bundy thăng hạng đáng kể trong bảng xếp hạng nghi phạm của cảnh sát quận King, thế nhưng những nhân chứng đáng tin cậy nhất mà họ có ở hồ Sammamish lại không thể nhận dạng anh ta qua danh sách hình ảnh. Một tháng sau, Kloepfer gọi tiếp cho Văn phòng cảnh sát trưởng hạt Salt Lake và lặp lại những nghi ngờ của cô. Ted Bundy trở thành nghi phạm của các vụ án tại Salt Lake, nhưng vào thời điểm đó không có bằng chứng pháp y đáng tin cậy nào liên kết Bundy với các tội ác ở Utah. Tháng 1 năm 1975, Bundy trở lại Seattle sau kỳ thi cuối kỳ và dành một tuần với Kloepfer. Kloepfer không nói với Bundy về việc đã tố giác anh tới ba lần. Cô còn lên kế hoạch đến thăm anh ở Salt Lake vào tháng 8.

Caryn Campbell: Nạn nhân thứ 14 của Bundy và là đối tượng trong bản cáo trạng giết người đầu tiên của anh ta

Năm 1975, Bundy chuyển phần lớn địa bàn giết người về phía đông, từ Utah sang Colorado. Ngày 12 tháng 1 năm 1975, y tá chính quy 23 tuổi, Caryn Eileen Campbell, biến mất khi đang rảo bước trên một hành lang sáng đèn nằm giữa thang máy và phòng của mình tại quán trọ Wildwood (nay là nhà nghỉ Wildwood) ở thị trấn Snowmass, khoảng 400 dặm (640 km) về phía đông nam thành phố Salt Lake. Một tháng sau, thi thể khỏa thân của cô được tìm thấy bên rìa một con đường đất nằm ngoài một khu nghỉ mát. Campbell mất mạng vì bị đánh vào đầu bằng một hung khí cùn, để lại những vết lỏm đặc thù, tuyến tính trên hộp sọ, thân thể Campbell cũng có những vết cắt sâu do vũ khí sắc bén gây ra. Ngày 15 tháng 3 năm 1975, cách 100 dặm (160 km) về phía đông bắc Snowmass, Julie Cunningham (26 tuổi) đang là huấn luyện viên trượt tuyết tại Vail, mất tích khi đi bộ từ căn hộ của mình đến buổi hẹn ăn tối với một người bạn. Trong lời khai với các điều tra viên Colorado sau này, Bundy cho biết anh đi nạng tới tiếp cận Cunningham rồi nhờ cô mang giúp đôi giày trượt tuyết vào trong xe, nơi anh đánh gục và còng tay cô, sau đó tấn công và bóp cổ Cunningham tại một địa điểm thứ hai ở gần Rifle, cách Vail 90 dặm (140 km) về phía đông. Nhiều tuần sau, Bundy lái xe sáu tiếng từ Salt Lake quay lại đây để thăm hài cốt của nạn nhân.
Denise Lynn Oliverson (25 tuổi) mất tích ở Grand Junction, gần biên giới Utah – Colorado vào ngày 6 tháng 4 năm 1975 khi đang đạp xe về nhà cha mẹ, xe đạp và dép của cô được tìm thấy dưới một chiếc cầu cạn gần một cây cầu đường sắt. Ngày 6 tháng 5 năm 1975, Bundy dụ dỗ Lynette Dawn Culver (12 tuổi), đang học tại trường Trung học cơ sở Almeda ở Pocatello, Idaho, khoảng 160 dặm (255 km) về phía bắc thành phố Salt Lake. Anh dìm Culver xuống nước rồi tấn công tình dục cô bé trong phòng khách sạn của mình, trước khi phi tang xác Culver dưới một dòng sông ở phía bắc Pocatello (có thể là sông Snake).

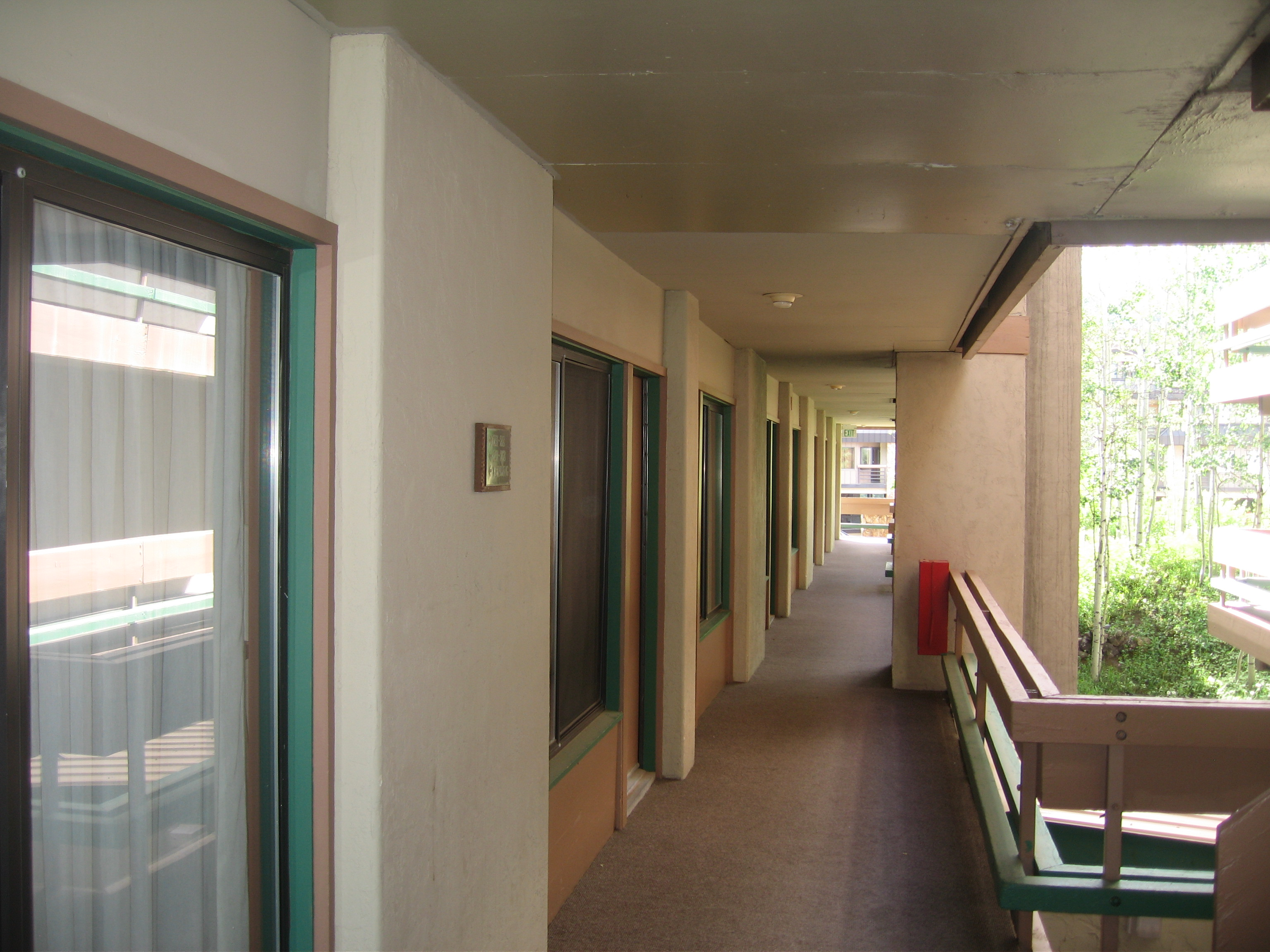
Caryn Campbell biến mất khi đang đi trên hành lang sáng đèn này để về phòng khách sạn của mình

Giữa tháng 5 năm 1975, ba đồng nghiệp của Bundy ở DES, bao gồm cả Carole Ann Boone, đã đến thăm và ở lại một tuần trong căn hộ của anh tại thành phố Salt Lake. Bundy dành nguyên tuần đầu tháng 6 với Kloepfer tại Seattle và cùng nhau bàn về chuyện kết hôn vào giáng sinh năm sau. Một lần nữa, Kloepfer không hề đả động đến những cuộc thảo luận giữa cô với cảnh sát quận King và Văn phòng cảnh sát trưởng Salt Lake. Bundy cũng không tiết lộ mối quan hệ của mình với Boone hay mối tình lãng mạn đang có với một sinh viên luật tại Utah, thường được anh gọi với cái tên Kim Andrews hoặc Sharon Auer trong một vài tường thuật khác nhau.
Ngày 28 tháng 6 năm 1975, Susan Curtis biến mất khỏi khuôn viên của Đại học Brigham Young ở Provo, cách 45 dặm (70 km) về phía nam thành phố Salt Lake. Vụ sát hại Curtis cũng chính là vụ án cuối cùng mà Bundy thú tội trong những cuốn băng ghi âm, trước khi bị hành hình trên ghế điện. Hài cốt của Wilcox, Kent, Cunningham, Oliverson, Culver và Curtis cho tới tận ngày nay vẫn không được tìm thấy.
Tháng 8 hoặc tháng 9 năm 1975, Bundy được rửa tội tại Giáo hội các Thánh hữu Ngày sau của Chúa Jesus Kitô, mặc dù không phải là một người tích cực tham gia những buổi lễ và bỏ qua hầu hết các điều giới hạn. Giáo hội này khai trừ Bundy khi anh bị kết án bắt cóc vào năm 1976. Khi được hỏi về sở thích tôn giáo của bản thân sau khi bị bắt, Bundy đã trả lời rằng đó là "Giám lý", thứ tôn giáo thời niên thiếu của anh.
Tại Washington, cảnh sát vẫn đang vật lộn phân tích những vụ giết người ở Tây Bắc Thái Bình Dương đã kết thúc đột ngột giống như khi chúng bắt đầu. Trong nỗ lực đơn giản hóa một khối lượng thông tin khổng lồ, cảnh sát phải áp dụng một chiến lược biên soạn dữ liệu mới. Các điều tra viên dùng tới máy tính thống kê tiền lương của quận King, một chiếc máy "đồ sộ, thô sơ" theo tiêu chuẩn hiện đại, nhưng là thứ duy nhất mà họ có. Sau khi nhập đầu vào dữ liệu một vài danh sách đã biên soạn như: người quen và bạn thân của từng nạn nhân, xe Volkswagen có chủ sở hữu tên là "Ted", tội phạm tình dục đã biết. Họ truy vấn máy tính để tìm điểm trùng hợp. Trong số hàng ngàn cái tên, có 26 cái tên xuất hiện trong bốn danh sách, một trong số đó là Ted Bundy. Các thanh tra cũng tự biên soạn bản thống kê 100 nghi phạm "khả nghi nhất", và cũng có tên Bundy trong đó. Ngay lúc họ nghe tin anh bị bắt ở Utah, Bundy đã "dẫn đầu danh sách" nghi phạm.

## Bị bắt và hầu tòa lần đầu

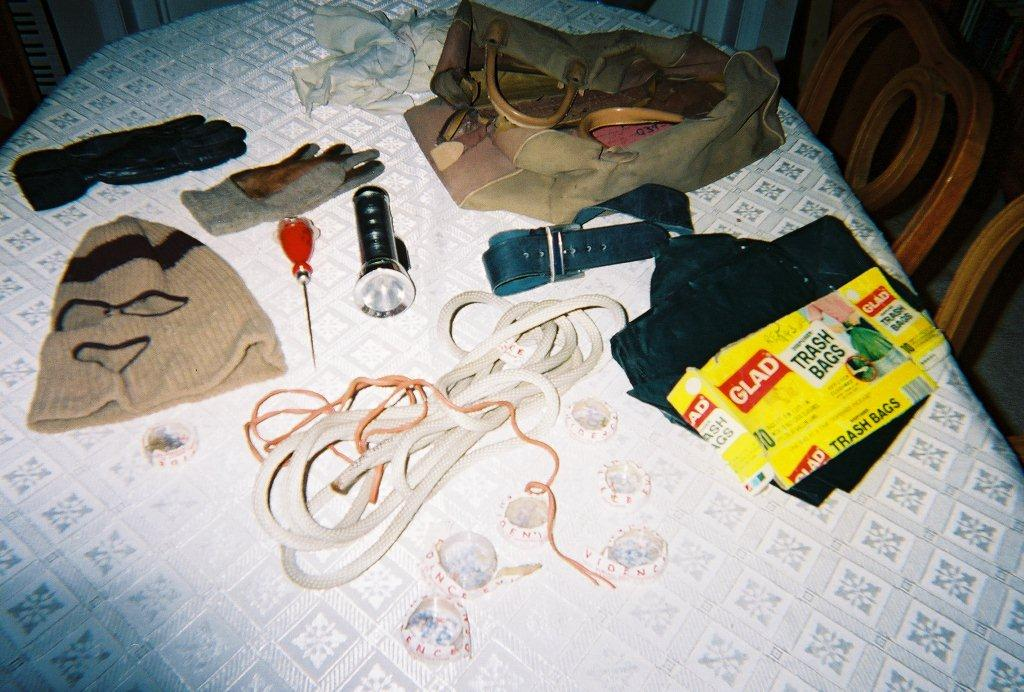
Các vật chứng được tìm thấy trong chiếc Volkswagen của Bundy ở Utah năm 1975

Ngày 16 tháng 8 năm 1975, sĩ quan tuần tra đường cao tốc Utah Bob Hayward, bắt giữ Ted Bundy ở Granger, ngoại ô thành phố Salt Lake. Hayward trông thấy Bundy đang lái xe thăm dò một khu dân cư. Khi phát hiện có cảnh sát tuần tra, Bundy lập tức phóng xe bỏ trốn với tốc độ cao. Viên cảnh sát kiểm tra chiếc Volkswagen ngay sau khi để ý thấy ghế trước của xe đã bị tháo ra và đặt ở hàng ghế sau. Anh ta tìm thấy một mặt nạ trượt tuyết, một mặt nạ làm từ quần tất, một thanh xà beng, một còng tay, vài túi đựng rác, một cuộn dây, một dùi đục đá, và một số món đồ khác được cho là đồ nghề ăn trộm. Bundy giải trình rằng mặt nạ là dành cho môn trượt tuyết, chiếc còng tay thì được anh nhặt trong thùng rác, và những thứ còn lại đều là những vật dụng gia đình thông thường. Tuy nhiên, thanh tra Jerry Thompson chợt nhớ lại một nghi phạm có đặc điểm tương tự và những mô tả về chiếc xe của hung thủ trong vụ bắt cóc DaRonch tháng 11 năm 1974, chúng đều trùng khớp với cái tên đầy đủ của Bundy mà Kloepfer nhắc tới trong cuộc điện thoại tháng 12 năm 1974. Khám căn hộ của Bundy, cảnh sát tìm được một cuốn sách chỉ dẫn du lịch ở các khu nghỉ dưỡng trượt tuyết tại Colorado, với nhà trọ Wildwood được đánh dấu, và một tập tài liệu quảng cáo vở kịch của trường Trung học Viewmont ở Bountiful, nơi mà Debra Kent mất tích. Họ vẫn không có đủ bằng chứng để tống giam ngay Ted Bundy, và anh được phóng thích nhờ bảo lãnh tại ngoại. Bundy kể lại rằng cảnh sát khi lục soát căn hộ, đã bỏ sót một sấp ảnh polaroid chụp thi thể các nạn nhân, và anh phải đem đốt tất cả số ảnh ngay sau khi được thả.
Cảnh sát thành phố Salt Lake đặt Bundy vào trạng thái theo dõi 24 giờ, còn Thompson và hai người đồng sự lập tức bay tới Seattle để thẩm vấn Kloepfer. Cô nói rằng vào khoảng một năm trước khi Bundy chuyển tới Utah, cô đã phát hiện những món đồ kỳ lạ, "không tài nào hiểu được", xuất hiện trong căn hộ của Bundy và cả nhà mình. Chúng gồm có một cái nạng, một túi thạch cao Paris mà Bundy thừa nhận đã ăn trộm được từ một cơ sở cung cấp vật phẩm y tế, và một con dao thái thịt, chưa bao giờ thấy dùng làm bếp. Ngoài ra còn có găng tay phẫu thuật, một con dao phương Đông bỏ trong hộp gỗ được Bundy cất trong ngăn đựng bao tay của mình, và một cái bao tải chứa đầy quần áo phụ nữ. Bundy liên tục lâm vào nợ nần, và Kloepfer nghi ngờ rằng mọi thứ có giá trị mà anh đang sở hữu đều là đồ ăn cắp. Khi Kloepfer chất vấn Bundy về một bộ TV, loa đài mới, anh cảnh báo cô, "Cô mà nói cho ai biết, tôi sẽ bẻ gãy cổ cô." Kloepf còn cho biết thêm, Bundy trở nên "rất khó chịu" mỗi khi cô cân nhắc việc cắt đi mái tóc, vốn để dài và rẽ ngôi. Thi thoảng cô chợt tỉnh dậy giữa đêm, thấy Bundy đang dùng đèn pin soi và mò mẫm cơ thể của mình dưới tấm ga trải giường. Bundy đem theo một thanh dụng cụ thay lốp, dán phần giữa tay cầm vào cốp xe của Kloepfer, một chiếc Volkswagen Beetle mà anh hay mượn, với mục đích để "tự vệ". Các thanh tra xác nhận rằng Bundy đã không ở cùng Kloepfer vào bất kỳ đêm nào mà các nạn nhân ở Tây Bắc Thái Bình Dương mất tích, cũng như vào ngày Ott và Naslund bị bắt cóc. Ngay sau đó, Kloepfer được thẩm vấn bởi thanh tra án mạng Seattle, Kathy McChesney, và được biết về Stephanie Brooks cũng như lời đính hôn ngắn ngủi của cô này với Bundy vào khoảng giáng sinh năm 1973.

Ảnh cảnh sát chụp Bundy ở Utah năm 1975

Tháng 9 năm 1975, Bundy bán chiếc Volkswagen Beetle của mình cho một thiếu niên ở Midvale. Cảnh sát Utah tạm giữ chiếc xe, rồi để cho các kỹ thuật viên FBI làm nhiệm vụ bóc tách và khám nghiệm. Họ tìm thấy những sợi tóc trùng khớp với mẫu vật lấy từ thi thể của Caryn Campbell. Ngoài ra còn có một vài sợi tóc "giống hệt dưới kính hiển vi" với tóc của Melissa Smith và Carol DaRonch. Chuyên gia phòng thí nghiệm FBI Robert Neill kết luận rằng sự hiện diện của những sợi tóc trong một chiếc ô tô khớp với ba nạn nhân khác nhau và chưa từng gặp nhau quả là "một sự trùng hợp dị thường hiếm có".
Ngày 2 tháng 10 năm 1975, Bundy được yêu cầu đi xếp hàng chụp ảnh nghi phạm. DaRonch ngay lập tức xác định Bundy là "sĩ quan Roseland", và các nhân chứng ở Bountiful cũng nhận ra anh chính là gã người lạ ở khán phòng. Không có đủ bằng chứng để liên kết Bundy với Debra Kent (thi thể của cô vẫn chưa được tìm thấy, dù người ta thu nhặt được một mảnh xương, xác định là của Kent thông qua phân tích DNA). Nhưng trong vụ DaRonch lại có quá đủ bằng chứng để Bundy bị buộc tội bắt cóc nghiêm trọng và cố gắng hành hung. Cha mẹ Bundy phải trả 15.000 đô la Mỹ để bảo lãnh anh tại ngoại. Trong quá trình chờ xét xử, Bundy giành phần lớn thời gian sống tại nhà của Kloepfer ở Seatlle. Với những vụ giết người ở Tây Bắc Thái Bình Dương, cảnh sát Seattle không đủ bằng chứng buộc tội Bundy, nhưng vẫn luôn để mắt tới anh. "Cứ mỗi khi tôi và Ted bước khỏi hiên nhà để đi đâu đó," Kloepfer viết, "lại có rất nhiều xe cảnh sát nằm vùng sẵn sàng nổ máy, trông cứ như thể vạch xuất phát của đường đua Indy 500 vậy."
Tháng 11 năm 1975, ba điều tra viên chính, phụ trách các vụ án liên quan tới Ted Bundy, bao gồm Jerry Thompson từ Utah, Robert Keppel từ Washington và Michael Fisher từ Colorado, đã hội nhau tại Aspen, Colorado, để trao đổi thông tin với khoảng 30 thanh tra và công tố viên từ năm tiểu bang khác nhau. Những người tham gia cuộc họp thống nhất với nhau rằng Ted Bundy chính là tên sát nhân mà họ đang tìm kiếm, và đồng ý là sẽ cần thêm nhiều bằng chứng trước khi Bundy tiếp tục bị buộc tội cho bất cứ một vụ án mạng nào khác nữa.
Tháng 2 năm 1976, Bundy đứng trước vành móng ngựa vì vụ bắt cóc DaRonch. Theo lời khuyên của luật sư John O'Connell, Bundy từ bỏ quyền được xét xử theo chế độ bồi thẩm do dư luận đang rất bức xúc chung quanh vụ án. Kết thúc phiên tòa không bồi thẩm đoàn kéo dài bốn ngày, thẩm phán Stewart Hanson Jr. đã tuyên án Ted Bundy hai tội danh là bắt cóc và hành hung. Tới tháng 6 năm 1976, anh bị kết án từ 1 tới 15 năm tù tại nhà tù bang Utah. Tháng 10 cùng năm, người ta phát hiện Bundy đang trốn sau một bụi cây trong sân nhà tù, mang theo một bộ "đồ nghề vượt ngục" gồm có: bản đồ, lịch trình hàng không và thẻ an sinh xã hội. Kết quả, Bundy bị biệt giam vài tuần. Cuối tháng đó, chính quyền Colorado buộc tội Bundy giết Caryn Campbell. Sau một thời gian phản kháng, anh khước từ tố tụng dẫn độ và được chuyển thẳng đến Aspen vào tháng 1 năm 1977.

## Đào tẩu

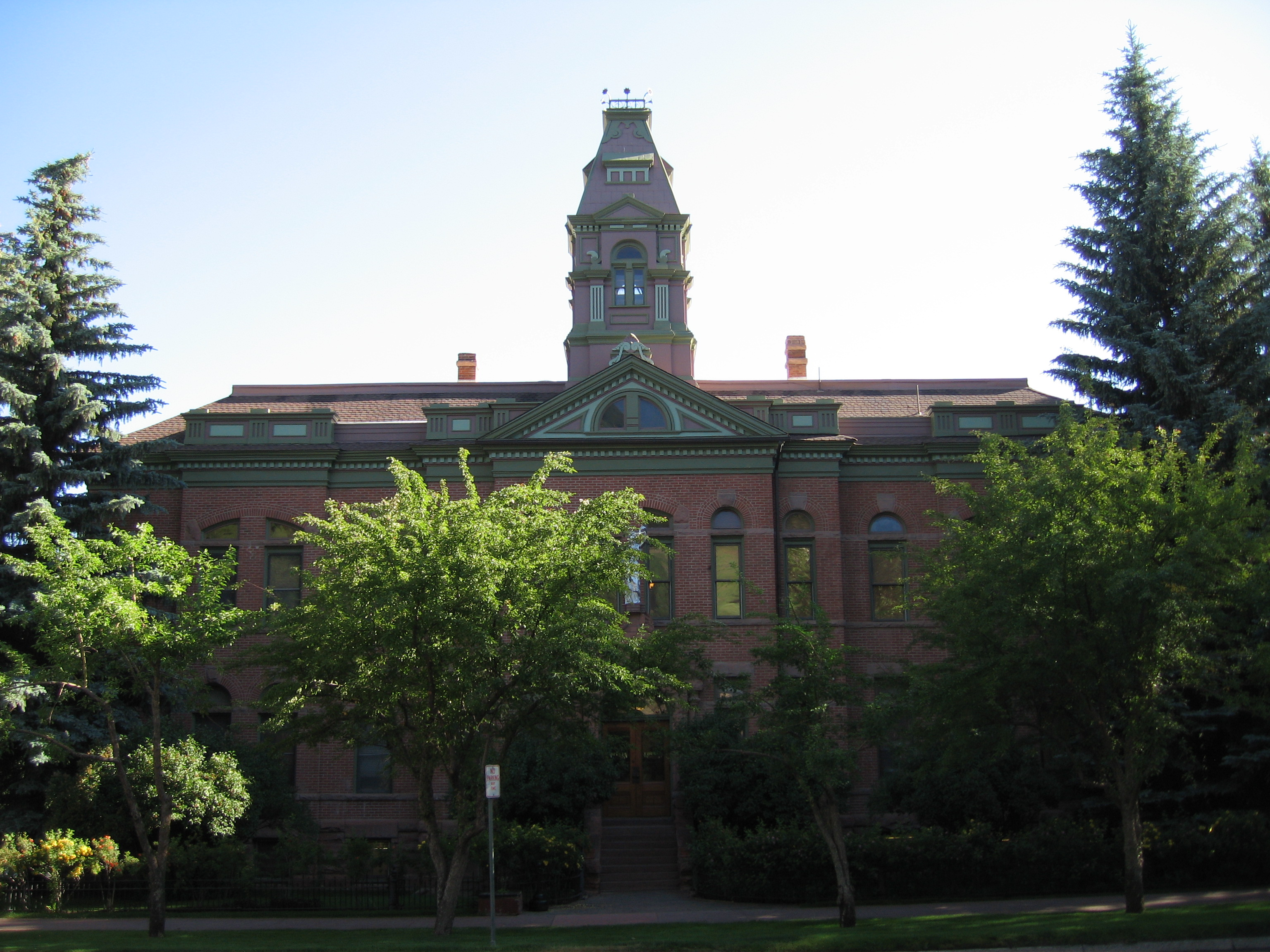
Tòa án hạt Pitkin, nơi Bundy nhảy từ tầng hai (cửa sổ thứ hai từ bên trái) để đào tẩu.

Ngày 7 tháng 6 năm 1977, Bundy được áp giải từ nhà tù hạt County ở Glenwood Springs tới toà án hạt Pitkin ở Aspen để chuẩn bị cho một buổi điều trần sơ bộ. Do quyết định làm luật sư bào chữa cho chính mình nên anh được thẩm phán miễn đeo xích và còng tay. Trong giờ giải lao, Bundy xin phép được vào thư viện của tòa để nghiên cứu tài liệu về vụ án. Khi vào điểm mù của người canh phòng sau một tủ sách, Bundy mở cửa sổ và nhảy xuống đất từ tầng hai khiến mắt cá chân bị chấn thương. Trút bỏ hết lớp quần áo bên ngoài, Bundy tháo chạy khỏi Aspen giữa lúc các rào phong tỏa bắt đầu được dựng lên ở vùng ngoại ô. Tới gần đỉnh núi Aspen ở phía nam, anh đột nhập vào một căn chòi săn bắn rồi ăn cắp thức ăn, quần áo và một khẩu súng trường. Ngày hôm sau, anh rời căn chòi và tiếp tục đi theo hướng nam để đến thị trấn Crested Butte, nhưng bị lạc trong rừng. Trong suốt hai ngày, Bundy lang thang vô phương hướng trên núi mà không phát hiện ra hai con đường mòn dẫn xuống địa điểm định đến. Ngày 10 tháng 6 năm 1977, anh đột nhập vào một ngôi nhà di động tại hồ Maroon, cách 10 dặm (16 km) về phía nam Aspen, lấy thức ăn và một áo parka trượt tuyết, nhưng thay vì tiếp tục đi theo hướng cũ, Bundy lại đi ngược lên hướng bắc về phía Aspen, cố gắng tránh rào phong tỏa và các nhóm truy nã dọc đường đi. Ba ngày sau, Bundy đánh cắp được một chiếc xe hơi ở rìa sân gôn Aspen. Lạnh cóng, thiếu ngủ và liên tục bị vết thương mắt cá chân hành hạ, anh đành phải quay trở lại Aspen, nơi hai cảnh sát nhận ra chiếc xe của Bundy đang len lỏi giữa làn đường và tóm được anh. Bundy đã trốn chạy suốt sáu ngày cho tới khi bị bắt lại. Trong chiếc xe hơi, người ta tìm được một tấm bản đồ vùng núi quanh Aspen, đã từng được các công tố viên sử dụng để chứng minh vị trí thi thể của Caryn Campbell (Bundy có quyền tiếp cận vật chứng vì đang là luật sư cho chính bản thân), điều này cho thấy vụ đào tẩu của Bundy không đơn thuần là một hành động bộc phát mà đã được tính toán từ trước.

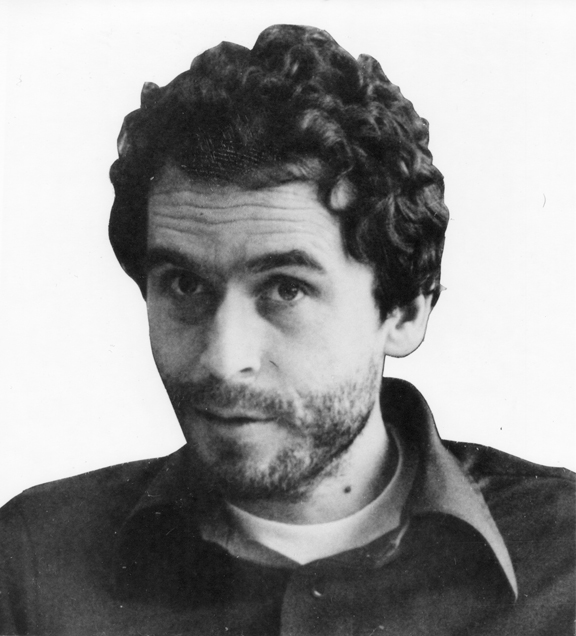
Bức ảnh năm 1977, được chụp ngay khi Bundy bị bắt lại trong lần vượt ngục đầu tiên, được lấy từ danh sách Mười kẻ đào tẩu bị FBI truy nã gắt gao nhất

Quay lại nhà tù ở Glenwood Springs, Bundy đã phớt lờ lời khuyên của bạn bè và các cố vấn pháp luật là nên ở yên đó. Vụ kiện chống lại Bundy vốn đã rất yếu, giờ lại càng trở nên yếu hơn khi các kiến nghị tiền xét xử liên tục đem đến kết quả có lợi cho anh, và những bằng chứng quan trọng đều được phán quyết là không được chấp nhận. "Một bị cáo có lý trí hơn sẽ nhận ra rằng mình đang đứng trước cơ hội lớn để được trắng án, và thất bại trong những cáo buộc giết người ở Colorado có thể làm nản lòng các công tố viên khác... chỉ cần theo vụ của DaRonch một năm rưỡi, nếu Ted đủ kiên nhẫn, anh ta có thể đã là người tự do." Thay vào đó, Bundy lại lên một kế hoạch trốn thoát mới. Bundy mua một sơ đồ tầng chi tiết của nhà tù cùng một lưỡi cưa sắt từ các tù nhân, và thủ sẳn 500 đô la Mỹ tiền mặt, mà sau này anh cho biết, chúng được chuyển lậu trong vòng sáu tháng, bởi các vị khách thăm tù, đặc biệt là Carole Ann Boone. Vào buổi tối, trong khi các tù nhân khác đang tắm, Bundy cưa một cái lỗ rộng khoảng một foot vuông (0,093 m²) giữa các thanh cốt thép trên trần phòng giam của mình, và sau khi đã giảm 35 pound (16 kg), Bundy có thể chui lọt qua lỗ để vào không gian trống phía trên. Trong những tuần sau đó, Bundy thực hiện một loạt các cuộc dò thám ngắn để khám phá đường đi. Có nhiều báo cáo từ một đặc vụ tố giác về những chuyển động lạ trên trần nhà vào ban đêm nhưng rốt cuộc không có ai tiến hành điều tra.
Cuối năm 1977, phiên tòa sắp diễn ra của Bundy trở thành một đề tài gây tranh cãi lớn ở thị trấn nhỏ Aspen, và Bundy đã đệ đơn đề nghị thay đổi địa điểm tới Denver. Ngày 23 tháng 12, thẩm phán Aspen đã chấp nhận yêu cầu chuyển địa điểm xét xử nhưng là tới Colorado Springs, nơi các bồi thẩm đoàn có truyền thống thù địch với nghi phạm giết người. Đêm ngày 30 tháng 12 năm 1977, khi hầu hết các nhân viên nhà tù đều đang nghỉ lễ giáng sinh còn các tù nhân phạm tội phi bạo lực thì được cho phép về với gia đình, Bundy dùng chăn trùm đống sách và hồ sơ trên giường để làm hình nộm, giả như mình đang ngủ, và leo lên khoảng không phía trên. Anh đột nhập từ trần nhà vào phòng của quản giáo, người đang đi chơi tối với vợ, và thay thường phục từ tủ quần áo của ông ta rồi đi ra ngoài bằng cửa trước.
Sau khi đánh cắp một chiếc xe hơi, Bundy phóng xe rời khỏi Glenwood Springs theo hướng đông, nhưng chiếc xe nhanh chóng bị hỏng ở vùng núi trên xa lộ liên tiểu bang 70. Một người qua đường đã cho anh đi nhờ tới Vail, 60 dặm (97 km) về phía đông. Từ đây, Bundy bắt xe buýt đến Dever, nơi anh có thể lên chuyến bay buổi sáng tới Chicago. Ở Glenwood Springs, các giám ngục của nhà tù đã không phát hiện Bundy vượt ngục cho đến trưa ngày 31 tháng 12, tức hơn 17 giờ sau khi sự việc xảy ra. Lúc này, Bundy đã ở Chicago.

## Florida

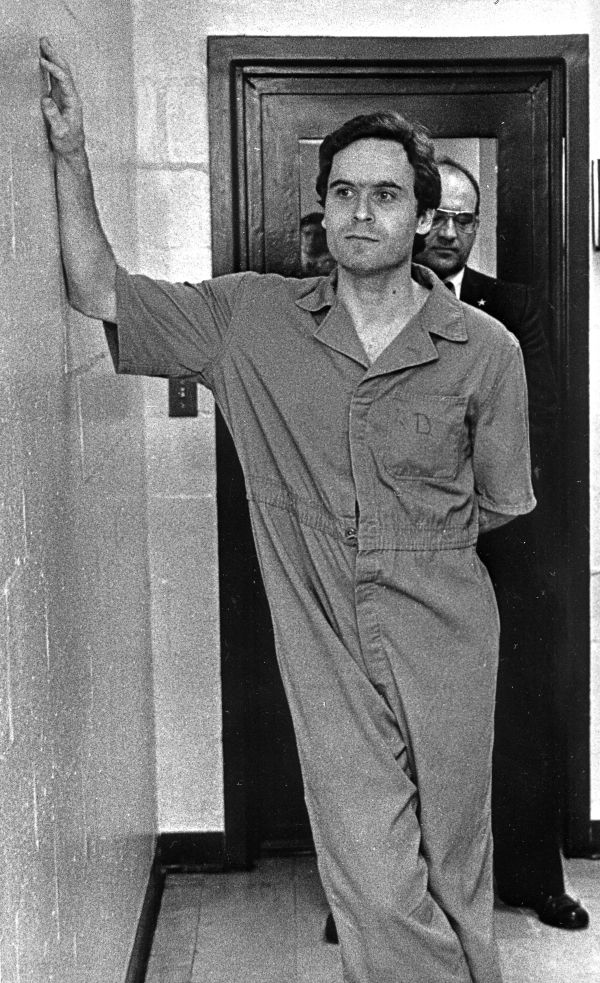
Bundy ở Tallahassee với ba bản cáo trạng giết người, tháng 7 năm 1978

Từ Chicago, Bundy đi tàu hỏa đến Ann Arbor, Michigan và có mặt trong một quán rượu địa phương vào ngày 2 tháng 1 năm 1978. Năm ngày sau, anh lấy trộm một chiếc xe hơi và lái tới Atlanta, rồi bắt một chuyến xe buýt đến Tallahassee, Florida vào sáng ngày 8 tháng 1 năm 1978. Bundy lấy tên giả là Chiris Hagen và thuê một căn phòng tại nhà trọ Holiday, gần khuôn viên trường Đại học bang Florida (FSU). Sau này, Bundy kể rằng anh đã quyết tâm tìm một công việc hợp pháp, ngừng phạm tội vì biết mình vẫn có thể được tự do và không bị phát hiện ở Florida, miễn là đừng thu hút sự chú ý của cảnh sát. Thế nhưng Bundy đành phải hủy bỏ lá đơn xin việc duy nhất tại một công trường khi bị yêu cầu xuất trình giấy tờ tùy thân. Vậy là anh lại ngựa quen đường cũ, sống qua ngày bằng cách ăn cắp vặt và trộm thẻ tín dụng trong ví phụ nữ để trong các xe đẩy siêu thị.
Một tuần sau khi đến Tallahassee, rạng sáng ngày 15 tháng 1 năm 1978, Bundy đột nhập vào nhà nữ sinh Chi Omega của FSU thông qua một cánh cửa sau hỏng khóa. Vào lúc 2 giờ 45 phút sáng, Bundy dùng một mẫu củi sồi, đánh vào đầu Margaret Bowman (21 tuổi) khi cô đang say giấc, rồi thắt cổ Bowman bằng một cái tất nylon. Tiếp đó, anh lần vào phòng ngủ của Lisa Levy (20 tuổi), đánh bất tỉnh, bóp cổ, làm rách một bên núm vú, cắn sâu vào mông trái, và tấn công tình dục Levy bằng một chai xịt tóc. Tới căn phòng bên cạnh, anh ta hành hung cả Kathy Kleiner lẫn Karen Chandler, khiến Kleiner rách vai và gãy xương hàm còn Chandler thì bị sang chấn, gãy hàm, mất răng và dập nát ngón tay. Cả hai người may mắn sống sót, Kleiner cho là họ được cứu sống nhờ một ánh đèn pha xe hơi rọi vào phòng, làm tên sát nhân sợ hãi. Các thanh tra ở Tallahassee sau đó đã xác định bốn cuộc tấn công diễn ra với tổng thời gian chưa đầy 15 phút, trong tầm thính giác của khoảng 30 nhân chứng, nhưng tất cả đều không nghe thấy gì. Rời khỏi căn nhà, Bundy tiếp tục đột nhập vào một căn hộ dưới tầng hầm cách đó 8 dãy nhà và ra tay với Cheryl Thomas, sinh viên FSU, khiến Thomas trật khớp vai, vỡ xương hàm và xương sọ ở năm vị trí. Cheryl Thomas phải từ bỏ sự nghiệp vũ công vì bị điếc vĩnh viễn và mất khả năng thăng bằng. Trên giường của Thomas, cảnh sát tìm thấy một vệt tinh dịch và một mặt nạ làm từ quần tất, trong đó có hai sợi tóc "giống với tóc của Bundy về chủng loại và đặc tính."

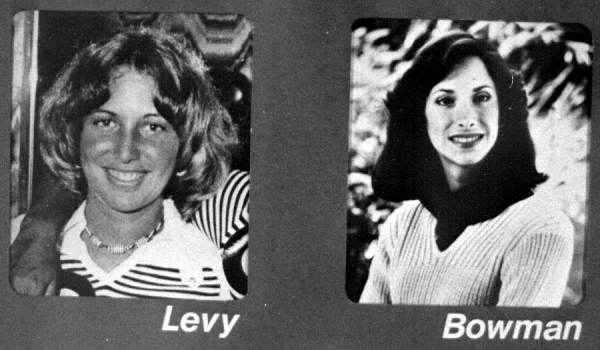
Lisa Levy và Margaret Bowman, hai nạn nhân của Bundy

Ngày 8 tháng 2 năm 1978, Bundy vượt 150 dặm (240 km) đến Jacksonville ở phía đông, trên chiếc xe tải ăn trộm từ FSU. Trong một bãi đậu xe, Bundy tiếp cận Leslie Parmenter (14 tuổi) con gái của Giám đốc sở cảnh sát Jacksonville, và tự nhận mình là "Richard Burton từ sở cứu hỏa", nhưng rồi phải rút lui khi anh trai của Parmenter đến và buông lời thách thức. Chiều hôm ấy, anh lùi 60 dặm (97 km) về phía tây, tới Lake City. Tại trường Trung học cơ sở Lake City vào sáng hôm sau, Kimberly Dianne Leach (12 tuổi) được một giáo viên triệu tập đến phòng hành chính để lấy lại chiếc ví bỏ quên, và rồi không bao giờ quay về. Bảy tuần trôi qua, sau một cuộc tìm kiếm quy mô, người ta tìm thấy phần xác khô của Leach trong một chuồng lợn nái gần Công viên tiểu bang sông Suwannee, 35 dặm (56 km) về phía bắc Lake City. Với bộ đồ lót gần thi thể, cô bé dường như đã bị cưỡng hiếp rồi bị cắt cổ tàn bạo bằng một con dao.
Ngày 12 tháng 2 năm 1978, Bundy không còn đủ tiền thuê nhà và cảm thấy cảnh sát đang ở rất gần mình. Anh lại ăn cắp một chiếc xe hơi và chạy khỏi Tallahassee, băng qua Florida Panhandle ở hướng tây. Ba ngày sau, vào khoảng 1 giờ sáng, viên cảnh sát Pensacola David Lee chặn đường Bundy ở gần ranh giới bang Alabama, sau khi kiểm tra và phát hiện chiếc Volkswagen Beetle của anh là xe ăn cắp. Ngay khi nghe thông báo mình bị bắt, Bundy đá vào chân Lee và vùng chạy thoát. Lee bắn hai phát súng cảnh cáo rồi đuổi theo và xử lý Bundy. Cả hai vật lộn, giành nhau khẩu súng trước khi David Lee khuất phục và khống chế thành công Bundy. Trên chiếc xe bị đánh cắp, cảnh sát tìm thấy bộ ba thẻ ID của các nữ sinh FSU, 21 thẻ tín dụng và một chiếc TV mà Bundy ăn trộm được. Ngoài ra còn có một kính thời trang tối màu và một quần slack kẻ sọc, sau này được xác định là những thứ mà Bundy dùng để cải trang thành "Richard Burton từ sở cứu hỏa" khi còn ở Jacksonville. Áp giải gã nghi phạm của mình vào phòng giam, David Lee không biết rằng anh vừa tóm được một trong mười kẻ đào tẩu bị FBI truy nã gắt gao nhất, Lee nghe Bundy nói với mình, "Thà anh giết tôi đi cho rồi."

## Các phiên tòa ở Florida, kết hôn

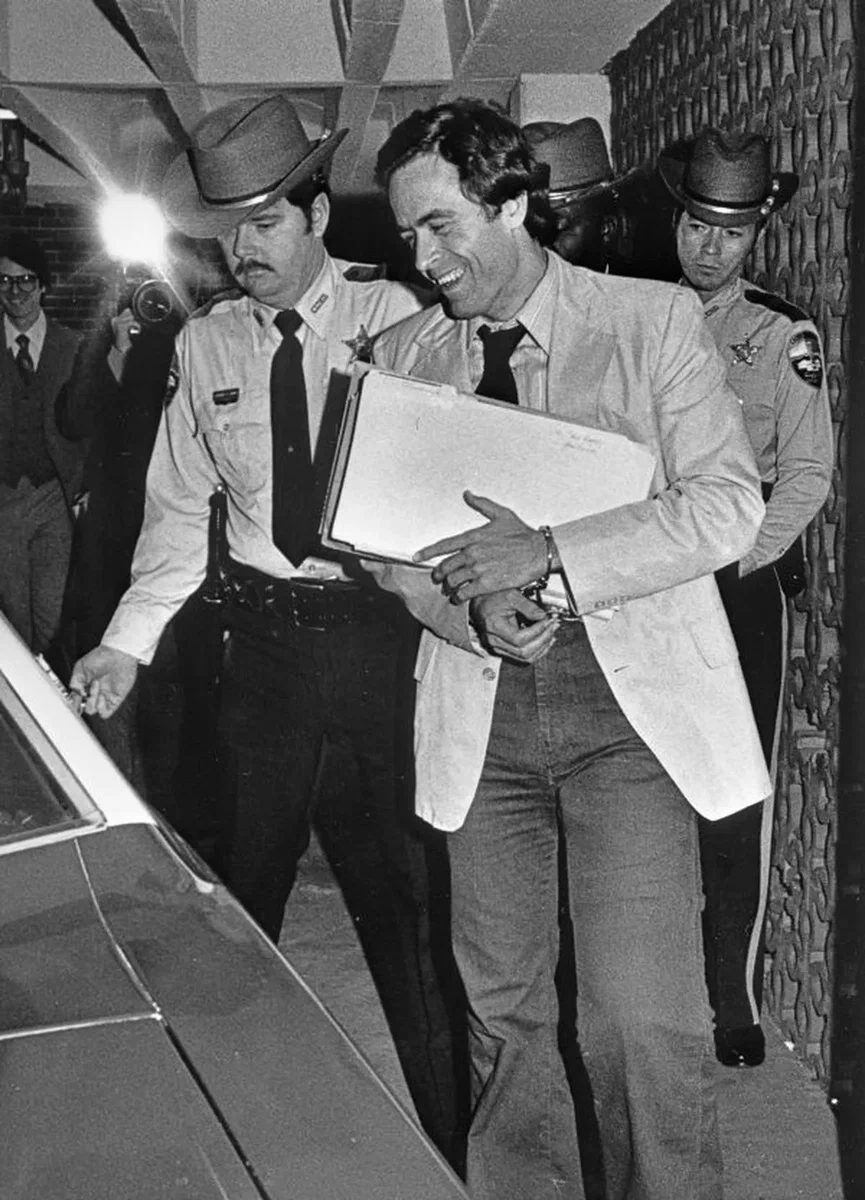
Khởi động phiên điều trần sơ bộ, Miami, 1979

Vào tháng 6 năm 1979, sau khi chuyển địa điểm xét xử tới Miami, Bundy phải hầu tòa vì các vụ giết người và hành hung ở Chi Omega. Phiên tòa có sự tham gia của 250 phóng viên từ khắp năm châu và là phiên tòa đầu tiên được truyền hình toàn quốc tại Hoa Kỳ. Dù được tòa án chỉ định năm luật sư, Bundy vẫn nhiều lần tự mình bào chữa cho bản thân. Ngay từ khi bắt đầu, Bundy đã "phá hoại toàn bộ nỗ lực bào chữa vì sự bất mãn, ngờ vực và ảo tưởng hão huyền", Nelson viết. "Ted phải đối mặt với cáo buộc giết người, có thể bị kết án tử hình, và điều quan trọng nhất với anh ta là được tự mình gánh vác tất cả." Theo Mike Minerva, một luật sư công ở Tallahasee và cũng là thành viên của nhóm bào chữa, một thỏa thuận nhận tội trước phiên xét xử đã được thương lượng, trong đó Bundy sẽ thú tội giết Levy, Bowman và Leach để đổi lấy bản án 75 năm tù. Các công tố viên có thể chấp nhận, bởi vì "viễn cảnh thua phiên tòa là rất dễ xảy ra." Về phần Bundy, anh không chỉ xem giao kèo trên là cách để né án tử hình mà còn là một "nước đi chiến thuật". Trước mắt Bundy sẽ thú tội rồi chờ một vài năm để bằng chứng không còn hoặc thất lạc và để nhân chứng qua đời hoặc thay đổi, rút lại lời khai của họ. Tới khi vụ kiện chống lại Bundy đi vào ngõ cụt, anh có thể nộp đơn đề nghị sau kết án để gác lại lời biện hộ và đảm bảo được tha bổng. Tuy nhiên, Bundy từ chối thỏa thuận vào phút cuối. "Nó khiến anh ta nhận ra rằng mình sẽ phải đứng trước thiên hạ và thú nhận có tội", Minerva nói. "Anh ta không thể làm được điều đó."

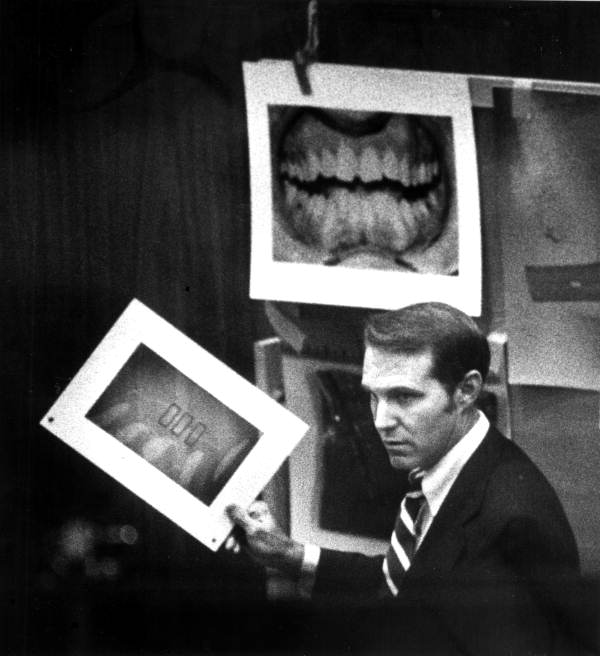
Bác sĩ nha khoa Richard Souviron giải thích bằng chứng vết cắn tại phiên tòa xét xử các vụ án ở Chi Omega

Tại phiên tòa, các nhân chứng có lời khai quan trọng đều đến từ hội nữ sinh Chi Omega, đó là Connie Hastings, người đã thấy Bundy ở gần căn nhà tối hôm xảy ra vụ án và Nita Nearry, người chứng kiến Bundy bước ra với hung khí là một cây gỗ sồi. Trong số bằng chứng buộc tội có cả dấu răng của hung thủ trên mông trái của Lisa Levy đã được các bác sĩ nha khoa pháp y Richard Souviron và Lowell Levine so sánh với hàm răng của Bundy. Vào ngày 24 tháng 7 năm 1979, bồi thẩm đoàn đưa ra phán quyết sau bảy giờ cân nhắc. Bundy lãnh hai tội danh giết người (trong vụ Bowman và Levy), ba tội danh cố ý giết người cấp độ một (trong vụ Kleiner, Chandler và Thomas) cùng với hai tội danh trộm cắp tài sản. Thẩm phán Edward Cowart tuyên Ted Bundy án tử hình vì tội giết người.
Sáu tháng sau, phiên tòa thứ hai diễn ra ở Orlando, xét xử vụ bắt cóc và giết hại Kimberly Leach. Bundy một lần nữa bị kết tội sau chưa đầy tám giờ thảo luận, chủ yếu do lời khai của một nhân chứng đã nhìn thấy anh dẫn Leach từ sân trường đến chiếc xe tải ăn trộm. Một trong những vật chứng quan trọng là sợi vải quần áo bị lỗi gia công được tìm thấy trên xe tải và trên người Leach, trùng khớp với sợi vải trên chiếc áo khoác mà Bundy mặc khi vừa bị bắt.
Giữa giai đoạn tuyên án, Bundy lợi dụng một điều luật ít người biết của bang Floria, quy định rằng nếu tuyên bố kết hôn trước tòa với sự có mặt của thẩm phán thì sẽ được công nhận là hôn nhân hợp pháp. Khi đang thẩm vấn cựu đồng nghiệp ở DES, Carole Ann Boone, người đã chuyển đến Florida để được gần Bundy, đã làm nhân chứng cho phía bị can trong hai phiên tòa trước, và lần này lại tiếp tục làm nhân chứng hạnh kiểm cho Bundy, anh hỏi cưới Boone. Cô này chấp nhận, và Bundy tuyên bố trước tòa rằng họ là vợ chồng hợp pháp.
Ngày 10 tháng 2 năm 1980, Bundy bị tuyên án tử hình bằng ghế điện lần thứ ba. Khi toà phán quyết, anh ta đã đứng dậy và hét lên, "Hãy nói với bồi thẩm đoàn rằng họ đã sai!" Đây cũng chính là bản án được thực thi 9 năm sau.
Tháng 10 năm 1981, Boone sinh một đứa con gái tên là Rose mà Bundy được cho là cha. Dù rằng hệ thống nhà tù ở Florida không có chế độ "thăm viếng vợ chồng", các tù nhân đã từng phải gom tiền hối lộ cai ngục để có thời gian thân mật riêng tư với người phụ nữ của mình.

## Tử tù, thú tội và cái chết
Ngay khi bắt đầu kháng cáo sau phiên tòa xét xử vụ Kimberly Leach, Bundy có một loạt cuộc phỏng vấn với Stephen Michaud và Hugh Aynesworth. Chủ yếu anh nói ở ngôi thứ ba để tránh "dấu hiệu nhận tội", lần đầu tiên Bundy tiết lộ chi tiết về tội ác và những thứ thực sự diễn ra trong đầu anh.
Bundy bắt đầu kể về sự nghiệp đạo chích của mình, xác nhận mối nghi ngờ của Kloepfer rằng hầu hết mọi thứ anh sở hữu đều là đồ ăn cắp. "Đó là những phần thưởng lớn cho tôi," Bundy nói, "tôi sở hữu bất cứ cái gì tôi đánh cắp. Tôi thích một thứ gì đó... mà tôi chỉ cần muốn là có thể ra ngoài và cứ việc lấy đi." Quyền chiếm hữu cũng là một động cơ quan trọng cho hành vi hiếp dâm và giết người của Bundy. Tấn công tình dục như Bundy nói, thỏa mãn nhu cầu "chiếm hữu hoàn toàn" nạn nhân của anh. Ban đầu, anh giết con tin của mình chỉ bởi "đó là một việc tất yếu... để loại bỏ nguy cơ bị bắt", nhưng sau đó, giết người trở thành một phần của "cuộc phiêu lưu". "Giới hạn của chiếm hữu, trên thực tế, là lấy đi mạng sống", anh nói. "Và sau nữa... là chiếm hữu thi hài."
Bundy cũng tâm sự với đặc vụ William Hagmaier thuộc Đơn vị phân tích hành vi FBI. Hagmaier bị ấn tượng vì "sự say đắm, gần như thỏa mãn thần bí" mà Bundy có được khi giết người. "Anh ta nói rằng sau một thời gian thì giết người không còn đơn thuần là tội ác dâm dục hay bạo lực", Hagmaier thuật lại. "Nó trở thành quyền chiếm hữu. Họ là một phần của bạn... nạn nhân trở thành một phần của bạn, và hai bạn sẽ mãi mãi là một...  nơi bạn giết hoặc bỏ mặc họ trở nên thiêng liêng, và bạn sẽ luôn bị lôi kéo quay trở lại với họ." Bundy nói với Hagmaier rằng anh ta tự coi mình là một kẻ "nghiệp dư", một tên sát nhân "bốc đồng" trong những năm đầu đời, trước khi chuyển sang giai đoạn mà anh gọi là "thượng hạng" hay "săn mồi" vào khoảng thời gian Lynda Healy bị sát hại năm 1974. Điều này ngụ ý rằng Bundy đã giết người từ trước năm 1974, mặc dù anh chưa bao giờ thực sự thừa nhận.

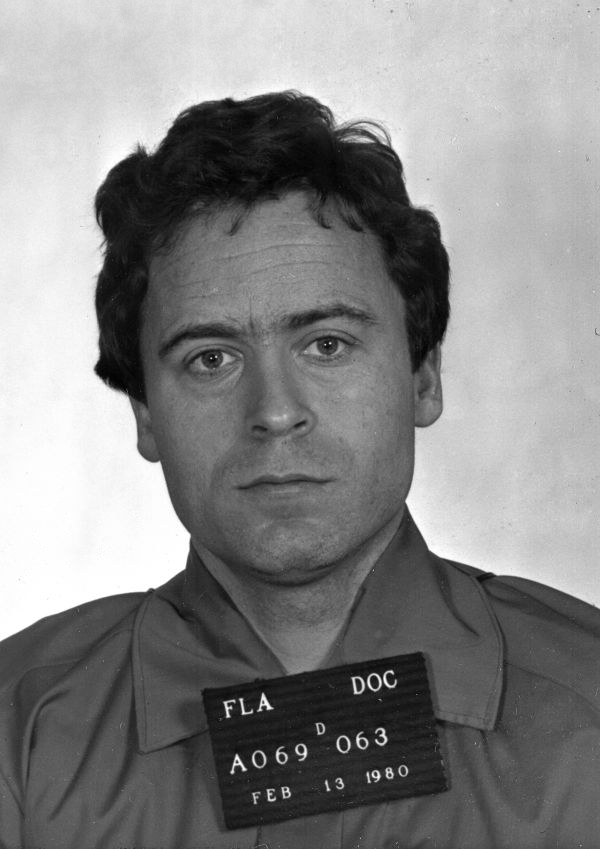
Ảnh chụp Ted Bundy, một ngày sau khi bị tuyên án vì tội giết Kimberly Leach

Tháng 7 năm 1984, lính canh tại nhà tù Raiford tìm thấy hai lưỡi cưa mà Bundy giấu trong phòng giam của mình. Bundy đã cưa đứt hai đầu của một chấn song cửa sổ bằng thép và dán nó lại vị trí bằng chất dính tự chế từ xà phòng. Vài tháng sau, người ta lại phát hiện Bundy tàng trữ trái phép một chiếc gương trong phòng, và một lần nữa phải chuyển anh tới phòng giam khác.
Ngay sau đó, Bundy bị buộc tội vi phạm kỷ luật vì lén thư từ với một tên tội phạm nguy hiểm khác là John Hinckley Jr. Tháng 10 năm 1984, Bundy liên lạc với Robert Keppel và đề nghị chia sẻ kiến thức chuyên môn tự phong của mình về tâm lý tội phạm giết người hàng loạt khi mà cuộc săn lùng "Sát nhân Green River" đang diễn ra ở Washington, kẻ thủ ác sau này được xác định là Gary Ridgway. Keppel và thanh tra Dave Reichert của Đội đặc nhiệm Green River đã tới phỏng vấn Bundy, Ridgway thì vẫn ở ngoài vòng pháp luật thêm 17 năm nữa. Keppel đã cho xuất bản một tài liệu chi tiết về những cuộc phỏng vấn liên quan tới vụ Green River, và sau đó cũng hợp tác với Michaud trong vài cuộc thẩm định tư liệu phỏng vấn khác. Bundy gọi Gary Ridgway bằng biệt danh "The Riverman", mà sau này được dùng trong tựa đề cuốn sách của Keppel, The Riverman: Ted Bundy and I Hunt for the Green River Killer.
Đầu năm 1986, thời điểm hành quyết Bundy cho các bản án ở Chi Omega được ấn định là ngày 4 tháng 3 năm 1986. Dù Tòa án Tối cao đã công bố một lệnh hoãn thi hành ngắn, nhưng rồi vụ hành quyết lại nhanh chóng được lên lịch lại. Tháng 4 năm 1986, chỉ một thời gian ngắn sau khi công bố thời điểm hành quyết mới (ngày 2 tháng 7 năm 1986), Bundy cuối cùng cũng phải thú nhận với Hagmaier và Nelson về những điều mà họ tin là tất cả hành vi tàn bạo nhất của anh, bao gồm chi tiết những gì anh đã làm với xác của các nạn nhân sau khi họ chết. Bundy kể với hai người rằng, anh thường xuyên quay lại vùng núi Taylor, Issaquah cũng như nhiều hiện trường thứ cấp khác, để nằm lại bên các nạn nhân của mình và thực hiện hành vi tình dục với những cái xác đang phân hủy của họ, cho đến khi chúng bắt đầu thối rửa. Trong vài trường hợp, Bundy lái xe cả chiều và ở lại hiện trường suốt đêm. Ở Utah, Bundy trang điểm cho gương mặt vô hồn của Melissa Smith và gội đầu nhiều lần cho Laura Aime. "Nếu bạn có thời gian," anh nói, "họ có thể trở thành bất cứ thứ gì bạn muốn." Bundy dùng một chiếc cưa sắt, chặt đầu khoảng 12 nạn nhân, và giữ một số thủ cấp làm đồ lưu niệm trong căn hộ của mình trước khi vứt bỏ chúng (có thể là bốn cái đầu của Rancourt, Parks, Ball và Healy, sau này được tìm thấy trên núi Taylor.)
Vụ hành quyết Ted Bundy bị Tòa án phúc thẩm số 11 hoãn vô thời hạn, chưa đầy 15 giờ trước khi diễn ra vào ngày 2 tháng 7 năm 1986. Đồng thời, tòa cũng tổ chức xét xử lại vụ án Chi Omega để xem xét thêm nhiều khía cạnh kỹ thuật, bao gồm năng lực tâm thần của Bundy khi ra tòa, và một chỉ dẫn sai lầm của thẩm phán trong giai đoạn tuyên án, khi yêu cầu bồi thẩm đoàn phá vỡ số phiếu đồng đều 6-6 giữa tù chung thân và tử hình, điều mà sau này vẫn không được giải quyết. Ngày 18 tháng 11 năm 1986 được ấn định để thi hành bản án cho vụ Kimberly Leach nhưng rồi cũng bị Tòa phúc thẩm số 11 hoãn lại vào ngày 17 tháng 11. Giữa năm 1988, Tòa án phúc thẩm số 11 ra phán quyết chống lại Bundy. Tới tháng 12 cùng năm, Tòa án Tối cao đã bác bỏ đề nghị xem xét lại phán quyết. Chỉ vài giờ sau đó, ngày hành hình chính thức được công bố, đó là ngày 24 tháng 1 năm 1989. Hành trình của Bundy tại các tòa phúc thẩm diễn ra nhanh chóng một cách bất thường đối với một vụ án giết người: "Trái với suy nghĩ của nhiều người, các tòa án đã xử lý vụ Bundy nhanh nhất có thể... Ngay cả các công tố viên cũng phải thừa nhận rằng các luật sư hoàn toàn không có cơ hội thực hiện kế hoãn binh. Mặc dù sự chậm trễ trong việc hành hình tên ác quỷ này rõ ràng làm mọi người sôi sục, nhưng thực ra Ted Bundy đang tiến rất nhanh tới cửa tử."
Không thể đưa ra thêm lời kháng cáo nào và cũng chẳng còn động lực để phủ nhận tội ác, Bundy đồng ý nói chuyện thẳng thắn với các điều tra viên. Bundy thú nhận với Keppel rằng anh là thủ phạm của tất cả tám vụ án ở Washington và Oregon, những nơi mà anh ta đều là nghi phạm tiềm năng. Bundy còn miêu tả thêm về những nạn nhân chưa từng được phát hiện, bao gồm 3 người ở Washington và 2 người ở Oregon. Anh từ chối xác định danh tính cả năm nạn nhân kể trên, nếu thực sự biết tên của họ. Bundy kể rằng thi thể thứ năm mà anh phi tang trên núi Taylor là của Donna Manson, nhưng lại thiêu đầu của cô trong lò sưởi nhà Kloepfer. ("Trong tất cả những việc tôi đã làm với Kloepfer," anh tâm sự cùng Keppel, "Đây có lẽ là điều mà cô ấy ít có khả năng tha thứ cho tôi nhất. Tội nghiệp Liz.") "Bundy mô tả hiện trường ở Issaquah [nơi tìm thấy hài cốt của Ott, Naslund và Hawkins] mà cứ như thể vừa ở đó trở về vậy", Keppel nói. "Giống như anh ta đang đứng nhìn mọi thứ. Say mê mỗi khi hình dung vì đó là nơi mà anh ta đã dành rất nhiều thời gian. Bundy dành cả đời để giết người." Nelson cũng có ấn tượng tương tự: "Sự kỳ thị nữ giới tuyệt đối của anh ta làm tôi choáng váng," cô viết, " Bundy thể hiện rõ sự thịnh nộ dành cho phụ nữ với không một chút lòng trắc ẩn nào. Anh ta hoàn toàn bị thu hút bởi những tiểu tiết. Các vụ giết người như là thành quả cả đời của Bundy vậy."

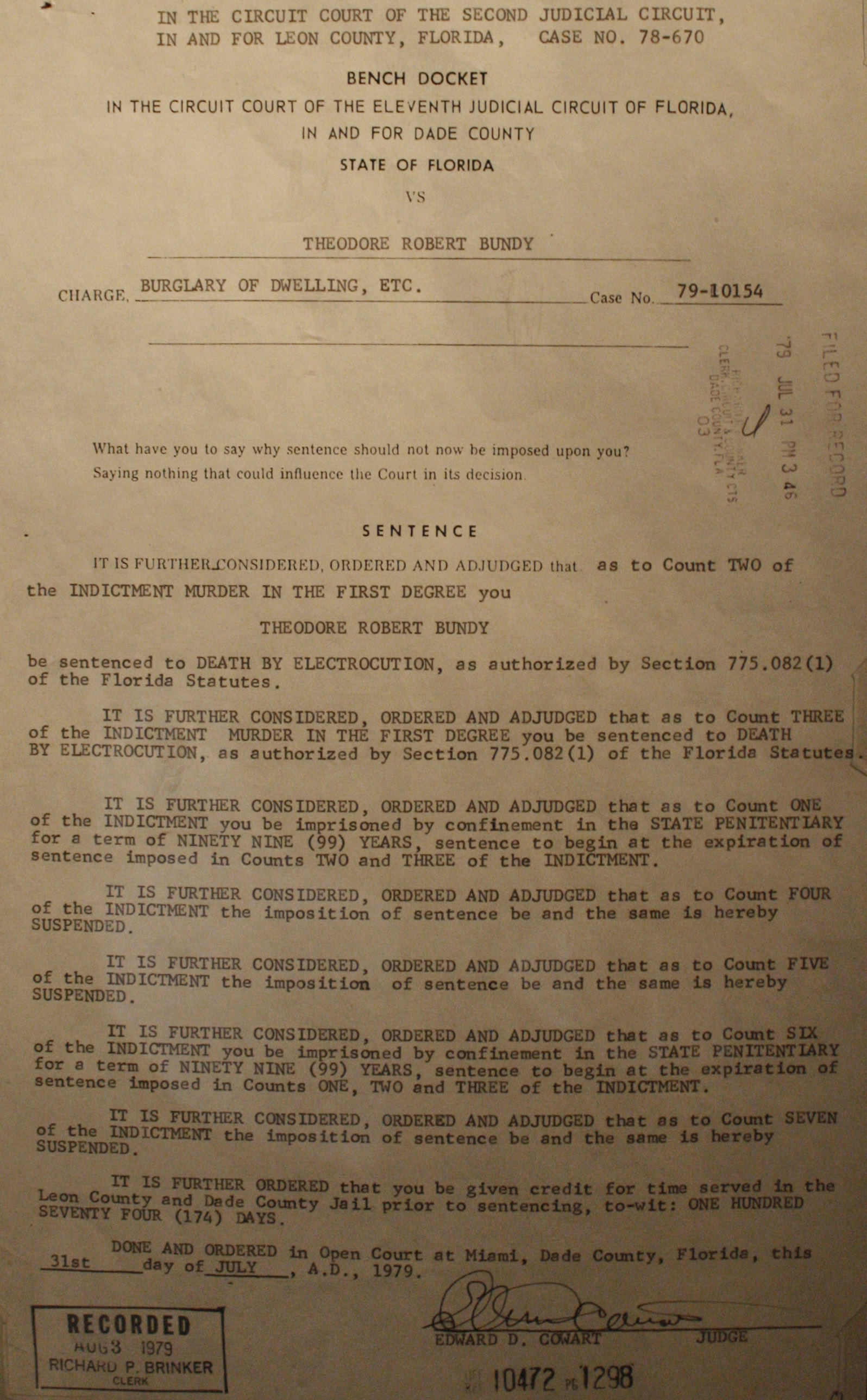
Văn thư tuyên án tử hình Ted Bundy

Bundy cũng thú nhận với các thanh tra đến từ Idaho, Utah và Colorado rằng anh đã thực hiện nhiều vụ giết người khác, trong đó có những vụ mà cảnh sát không hề hay biết. Bundy giải thích, khi còn ở Utah, anh đưa các nạn nhân về căn hộ của mình, "nơi anh có thể tái hiện lại các tình huống được miêu trả trên bìa tạp chí trinh thám." Tới đây, Bundy nảy ra một chiến lược khác: anh giữ lại nhiều chi tiết vụ án, và hy vọng có cơ hội kể đầy đủ thông tin, khi được hoãn ngày hành quyết. "Có nhiều hài cốt khác đã được chôn cất ở Colorado", anh thừa nhận, nhưng từ chối mô tả cụ thể. Chiến lược mới của Bundy, ngay lập tức được gọi với cái tên "Kế hoạch đổi hài cốt lấy thời gian của Ted", chỉ làm khắc sâu thêm quyết tâm của các nhà chức trách để đưa Bundy lên ghế điện đúng thời hạn, mà không cần đưa ra nhiều thông tin chi tiết mới. Trong những trường hợp Bundy tiết lộ đầy đủ, người ta vẫn không tìm thấy bất cứ thứ gì. Thanh tra Colorado Matt Lindvall giải thích đây chính là mẫu thuẫn giữa việc Bundy muốn hoãn hành quyết bằng cách khai ra vị trí các hài cốt, nhưng lại vẫn muốn đảm bảo nhu cầu được "toàn quyền chiếm hữu, là người duy nhất biết nơi an nghỉ của nạn nhân."
Khi nhận ra là sẽ chẳng có lệnh hoãn nào được tòa án ban hành, những người ủng hộ Bundy bắt đầu vận động hành lang cho cơ hội còn lại duy nhất của anh, sự khoan hồng của pháp luật. Diana Weiner, một luật sư trẻ ở Florida và được cho là mối quan hệ tình cảm cuối cùng của Bundy, đã yêu cầu gia đình của một số nạn nhân ở Colorado và Utah kiến nghị với Thống đốc Florida Bob Martinez về việc hoãn hành quyết Bundy để thu thập được thêm lời khai từ anh. Tất cả đều từ chối. "Các gia đình đều tin rằng con cháu họ đã chết dưới bàn tay của Ted", Nelson viết. "Họ không thèm nghe lời thú tội của anh nữa." Martinez nói rõ rằng ông sẽ không đồng ý trì hoãn thêm trong bất kỳ trường hợp nào. "Chúng tôi sẽ không cho anh ta điều khiển hệ thống", ông nói với các phóng viên. "Thương lượng mạng sống của anh ta với xác của các nạn nhân là một hành động đáng khinh."
Boone thì luôn một mực tin rằng Bundy vô tội trong suốt các phiên tòa và giờ đây cảm thấy mình "bị phản bội" khi anh tự thú nhận tội trạng. Cô quay về Washington cùng con gái và từ chối nhận cuộc gọi cuối cùng của Bundy trong buổi sáng ngày hành quyết. "Cô ta bị tổn thương vì mối quan hệ của Bundy với Diana Weiner," Nelson viết, "và bị giáng đòn đau khi nghe những lời thú tội đột ngột của Bundy trong những ngày cuối đời của anh ta."
Hagmaier cũng có mặt trong cuộc phỏng vấn cuối cùng giữa Bundy với các điều tra viên. Vào đêm trước ngày hành quyết, Bundy đã bàn tới chuyện tự tử. "Anh ta không muốn cho chính quyền có được cảm giác hài lòng khi thấy mình qua đời", Hagmaier nói.
Bundy chết trên ghế điện ở Raiford lúc 7 giờ 16 phút sáng theo múi giờ miền Đông vào ngày 24 tháng 1 năm 1989. Hằng trăm người đã tụ tập, hát hò, nhảy múa và đốt pháo sáng trên cánh đồng cỏ đối diện nhà tù khi cuộc hành quyết diễn ra rồi sau đó hò reo, cổ vũ khi chiếc xe tang trắng chở xác Bundy rời khỏi nhà tù. Anh được hỏa táng tại Gainesville, phần tro cốt được rải ở một địa điểm không được tiết lộ, đâu đó thuộc dãy núi Cascade, Washington, theo đúng di nguyện của bản thân.

## Modus operandivà hồ sơ nạn nhân
Ted Bundy là một tên tội phạm có tổ chức và tính toán khác thường, anh đã sử dụng vốn kiến thức sâu rộng của mình về các phương thức hành pháp để tránh bị nhận dạng và bắt giữ trong nhiều năm. Hiện trường các vụ án của Bundy phân bố rộng khắp các địa bàn. Trước khi các điều tra viên ở những khu vực khác nhau, có thông tin chắc chắn rằng họ đều đang săn lùng cùng một tên tội phạm thì Bundy đã sát hại ít nhất 20 người. Phương pháp hạ sát mà Bundy sử dụng là sát thương bằng vũ khí cùn hoặc bóp cổ, hai cách tương đối ít gây ra tiếng động và có thể thực hiện bằng các vật dụng gia đình thông thường. Bundy cố tình không sử dụng súng vì chúng gây tiếng ồn và để lại bằng chứng đạn đạo. Anh là một "nhà nghiên cứu tỉ mỉ", thăm dò môi trường xung quanh kĩ càng đến từng chi tiết nhỏ, tìm kiếm các địa điểm an toàn để giam cầm cũng như vứt xác nạn nhân. Bundy rất giỏi trong việc hạn chế để lại chứng cứ vật chất. Các dấu vân tay và những bằng chứng không thể chối cãi chưa bao giờ được tìm thấy tại hiện trường vụ án, Bundy cũng luôn nhắc lại về điều này trong những năm tháng cố duy trì sự trong sạch cho bản thân.

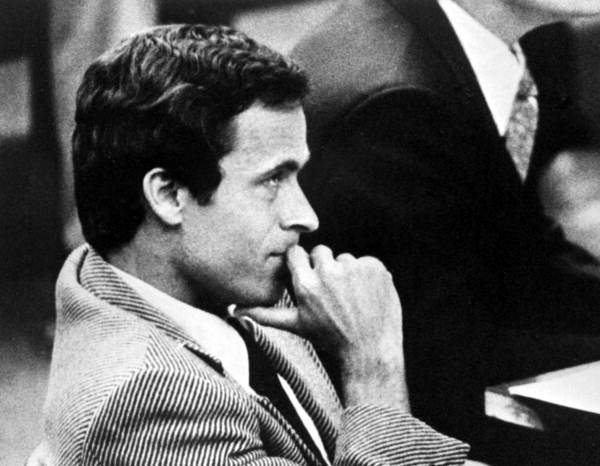
Bundy trong phòng xử án ở Miami năm 1979

Trở ngại tiếp theo đối với các nhà hành pháp là vấn đề nhân dạng chung của Bundy, về cơ bản là không có các đặc trưng ngoại hình, cùng với khả năng thay đổi diện mạo như một con tắc kè hoa của anh ta. Ngay từ đầu, cảnh sát đã phàn nàn về sự vô ích khi cho các nhân chứng xem ảnh của Bundy, anh trông khác nhau trong hầu hết mọi bức ảnh từng chụp. Theo lời Stewart Hanson, Jr., thẩm phán trong phiên tòa xét xử vụ DaRonch, "Mỗi biểu hiện khác nhau lại thay đổi diện mạo của anh ta đến mức có những khoảnh khắc mà bạn không chắc mình đang nhìn cùng một người. Bundy đúng là một kẻ luôn luôn biến đổi." Bundy nhận thức rõ về khả năng bất thường này của mình và luôn biết cách khai thác, anh chỉnh sửa khéo léo bộ râu hoặc kiểu tóc để cải biến đáng kể ngoại hình của mình khi cần thiết. Bundy che giấu một dấu hiệu đặc trưng của bản thân là nốt ruồi sẫm màu trên cổ bằng áo sơ mi và áo len cổ lọ. Ngay cả chiếc Volkswagen Beetle của anh cũng rất khó định dạng cụ thể, màu sắc của chiếc xe được các nhân chứng miêu tả rất đa dạng như kim loại hoặc phi kim loại, nâu vàng hoặc đồng, nâu nhạt hoặc nâu sẫm.
Theo các chuyên gia FBI, phương thức gây án (modus operandi) của Bundy đã phát triển về tính tổ chức và tinh vi theo thời gian, như một điển hình của những kẻ giết người hàng loạt. Ban đầu, Bundy thực hiện một cuộc đột nhập bằng vũ lực vào đêm khuya, sau đó anh dùng vũ khí cùn tấn công nạn nhân khi họ đang ngủ. Bundy cố đánh Sparks tới chết trong khi lại chỉ bắt cóc Healy. Khi phương pháp gây án ngày một được nâng cấp, Bundy cũng chỉn chu hơn trong việc lựa chọn con mồi và hiện trường gây án. Anh sử dụng đủ chiêu trò khác nhau để dụ nạn nhân lại gần chiếc xe hơi của mình, nơi anh đã đặt sẵn vũ khí, thường là một chiếc xà beng. Trong nhiều trường hợp, Bundy bó bột ở chân hoặc đeo một cái đai cố định ở tay, đôi khi còn tập tễnh chống nạng, rồi nhờ đối tượng giúp anh mang một món đồ nào đó lên xe. Bundy được đánh giá là một người đẹp trai và lôi cuốn, những đặc điểm mà anh đã khai thác để lấy lòng tin của nạn nhân cũng như những người xung quanh trong cuộc sống hàng ngày. "Ted thu hút phụ nữ", Michaud viết, "theo cái cách mà một bông hoa lụa vô tri đánh lừa một con ong mật." Trong những tình huống mà vẻ ngoài và sự quyến rũ của Bundy không phát huy tác dụng, anh viện tới phương án sử dụng uy quyền khi tự nhận mình là cảnh sát hoặc lính cứu hỏa. Một khi dụ được mục tiêu lại gần hoặc vào trong chiếc xe, Bundy lập tức chế ngự, đánh gục, và khống chế họ bằng còng tay. Anh chở nạn nhân tới một địa điểm phụ được chọn trước, thường ở một khoảng cách xa đáng kể, và xiết cổ họ bằng dây trong khi thực hiện hành vi cưỡng hiếp.
Tại các hiện trường thứ cấp, Bundy sẽ cởi bỏ và đốt hết quần áo của nạn nhân hoặc như trong ít nhất một trường hợp (vụ Cunningham), anh vứt chúng vào thùng thu gom của Goodwill Industries. Bundy xem việc lột sạch quần áo là một kiểu nghi thức, nhưng trên thực tế cũng là cách để giảm thiểu những dấu vết có thể dính líu tới anh ta tại hiện trường vụ án. (Trớ trêu thay, một sợi vải lỗi gia công từ chính bộ quần áo của Bundy lại liên kết với bằng chứng buộc tội quan trọng trong vụ Kimberly Leach.) Anh thường xuyên quay lại hiện trường thứ cấp để thực hiện những hành vi bệnh hoạn, và chải chuốt hoặc hóa trang cho các tử thi. Một số nạn nhân được tìm thấy trong những bộ trang phục mà họ chưa bao giờ mặc hoặc sở hữu những màu sơn móng tay mà gia đình họ chưa từng thấy. Bundy chụp ảnh polaroid nhiều nạn nhân của mình. "Khi bạn chăm chỉ làm một điều gì đó đúng đắn," anh nói với Hagmaier, "bạn sẽ không muốn quên nó đâu." Bundy chia sẻ với cả Keppel và Michaud rằng việc uống thật nhiều rượu cũng là "một phần không thể thiếu", anh cần phải "cực kỳ say" khi đi săn để "giảm bớt đáng kể" sự kiềm chế của bản thân, cũng như làm "dịu đi" phần "nhân cách thống trị" mà Bundy sợ rằng có thể ngăn cản phần "thực thể" sâu thẳm trong những hành động mà anh đang bị thôi thúc phải làm. Đến cuối cuộc chơi của mình ở Florida, có lẽ do phải chịu áp lực khi cứ mãi tìm cách trốn chạy, Bundy chọn cách thoái lui khi tấn công bừa bãi các nữ sinh đang ngủ.
Tất cả các nạn nhân đã được định danh của Bundy đều là phụ nữ da trắng, hầu hết thuộc tầng lớp trung lưu, có độ tuổi từ 15 đến 25 và đang là sinh viên đại học. Anh dường như chưa bao giờ tiếp cận bất cứ mục tiêu nào mà mình có thể đã gặp trước đây. (Trong cuộc đối thoại cuối cùng trước khi lên ghế điện, Bundy từng nói với Kloepfer là anh đã cố tình tránh xa cô khi "anh cảm thấy sức mạnh của căn bệnh quái ác đang hình thành trong bản thân.") Rule lưu ý rằng hầu hết các nạn nhân đã xác định đều có mái tóc thẳng, rẽ ngôi ở giữa, giống như Stephanie Brooks, người phụ nữ từng chia tay Bundy và cũng là người bị anh từ chối sau này. Rule suy đoán chính sự thù hận của Bundy dành cho người bạn gái đầu tiên đã kích hoạt cơn thịnh nộ kéo dài của anh ta và khiến anh nhắm vào những phụ nữ có ngoại hình giống với cô này. Đích thân Bundy bác bỏ giả thuyết trên: "Họ... phải vừa vặn với tiêu chí chung bao gồm trẻ trung và hấp dẫn", anh nói với Hugh Aynesworth. "Quá nhiều người có niềm tin nhảm nhí về việc các nạn nhân chẳng khác gì nhau...  nhưng hầu hết mọi thứ đều có điểm khác biệt... về mặt ngoại hình, họ đều khác nhau chứ." Bundy thừa nhận rằng tuổi trẻ và sắc đẹp là "tiêu chí tuyệt đối không thể thiếu" trong việc lựa chọn mục tiêu của anh ta.
Sau khi Bundy bị hành quyết, Ann Rule đã rất ngạc nhiên và bối rối khi nghe tin về việc rất nhiều "phụ nữ trẻ, nhạy cảm, thông minh, tốt bụng" đã viết thư hoặc gọi điện nói rằng họ vô cùng suy sụp trước cái chết của Bundy. Nhiều người đã trao đổi thư từ với anh ta, và "ai cũng tin rằng mình là bóng hồng duy nhất của anh". Thậm chí, có người còn cho biết họ bị suy nhược thần kinh sau khi Bundy chết. "Ngay cả chết rồi, Ted vẫn làm hại phụ nữ," Rule viết. "Để trở lại bình thường, họ phải nhận ra rằng mình đã bị lừa bởi kẻ lừa đảo bậc thầy. Họ đang đau buồn cho một hình bóng đàn ông chưa từng tồn tại."

## Bệnh lý học

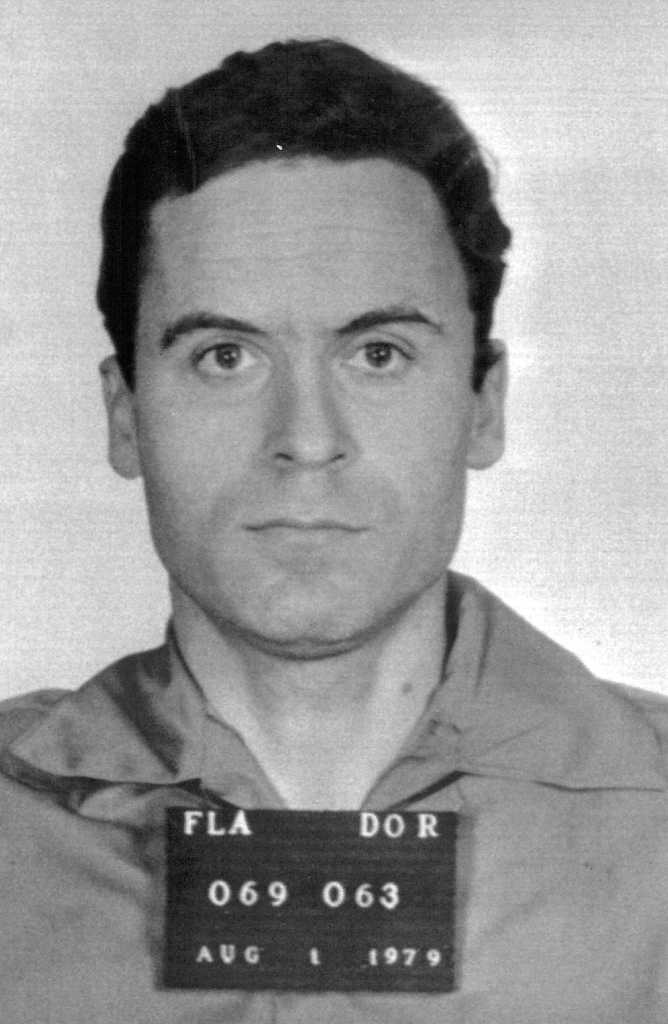
Ảnh cảnh sát của Ted Bundy sau khi bị kết tội cho các vụ án tại Chi Omega, tháng 8 năm 1979

Bundy đã trải qua nhiều cuộc kiểm tra tâm thần, đi kèm với đó là các kết luận rất đa dạng của giới chuyên gia. Dorothy Otnow Lewis là giáo sư tâm thần học của Đại học Dược New York, và cũng là một nhân vật có uy tín trong lĩnh vực nghiên cứu hành vi bạo lực, ban đầu đưa ra chẩn đoán về chứng rối loạn lưỡng cực nhưng sau đó đã hơn một lần phải thay đổi ấn tượng của mình. Cô cũng đề xuất tới khả năng Bundy mắc bệnh rối loạn đa nhân cách, dựa trên những hành vi được mô tả trong các cuộc phỏng vấn và lời khai trước tòa: một người bà dì của mẹ Bundy đã chứng kiến một tình huống mà Bundy "dường như biến thành người khác, không thể nhận ra được... bà ấy đột nhiên, không thể giải thích tại sao lại thấy sợ đứa cháu cưng của mình khi hai người đứng chờ tại một nhà ga xe lửa tối mịt. Anh ta đã trở thành một người xa lạ." Lewis cũng thuật lại trải nghiệm tương tự của một nhân viên nhà tù ở Tallahassee: "Ông ấy nói, 'anh ta có biểu hiện khác lạ.' Bundy biến hình, thay đổi cả thể xác lẫn khuôn mặt, và ông ta cảm thấy có một mùi hôi phát ra từ gã. Ông tiếp lời, 'Gần như thay đổi hoàn toàn tính cách luôn vậy... ngày hôm đó, tôi bắt đầu thấy sợ anh ta.' "
Trong khi các chuyên gia cảm thấy rất khó chẩn đoán chính xác bệnh lý của Bundy, thì phần lớn bằng chứng lại chỉ ra anh bị bệnh rối loạn lưỡng cực hoặc các dạng rối loạn tâm thần khác, và có xu hướng rối loạn nhân cách chống xã hội (ASPD, viết tắt cụm từ antisocial personality disorder). Bundy thể hiện nhiều đặc điểm tính cách thường thấy ở các bệnh nhân ASPD (cũng thường được gọi là "phản xã hội" hoặc "thái nhân cách"), chẳng hạn như toát ra sức hút và sự quyến rũ nhưng thực chất gần như không có chút nhân cách thật hay cái nhìn sâu sắc nào đằng sau vỏ bọc bề ngoài; có thể nhận thức đúng sai, nhưng chỉ có tác động tối thiểu lên hành vi; và không có cảm giác tội lỗi hay ân hận. "Cảm thấy tội lỗi chẳng giải quyết được gì cả, thật sự đấy.", Bundy nói vào năm 1981. "Nó chỉ làm bạn đau lòng...  Tôi đoán mình đang ở một vị trí đáng ghen tị khi không phải đối mặt với cảm giác tội lỗi." Cũng có những biểu hiện cho thấy Bundy mắc chứng ái kỷ, óc phán đoán kém, và có hành vi thao túng. "Phản xã hội", công tố viên Geogre Dekle viết, "là những kẻ thao túng tự cao tự đại, nghĩ rằng mình có thể lừa bịp bất cứ ai." Một bác sĩ tâm thần thì thừa nhận "Có khi anh ta còn thao túng cả tôi." Cuối cùng, Lewis đồng ý với số đông: "Tôi luôn hứa với các sinh viên tốt nghiệp của mình rằng, nếu họ có thể tìm thấy một kẻ thái nhân cách ngoài đời, tôi sẽ mời họ bữa tối", cô nói với Nelson. "Tôi chưa bao giờ nghĩ họ tồn tại... nhưng dường như Ted chính là kiểu người đó, một kẻ thái nhân cách thật sự, không hề biết hối hận hay đồng cảm với ai." Rối loạn nhân cách ái kỷ cũng được đề xuất như một chẩn đoán thay thế ít nhất một lần, trong các phân tích y khoa hồi cứu tiếp theo.
– Ted Bundy nói với James Dobson trước ngày tử hình.
Vào buổi chiều trước khi bị hành quyết, Bundy có cuộc trò chuyện với James Dobson, một nhà tâm lý học kiêm người sáng lập tổ chức truyền đạo cơ đốc Focus on the Family. Bundy tận dụng cơ hội này để đưa ra những khẳng định mới về vấn đề bạo lực trên các phương tiện truyền thông và cả về "gốc rễ" khiêu dâm trong tội ác của anh. "Nó diễn ra theo từng giai đoạn, dần dần", Bundy nói. "Trải nghiệm của tôi với... những loại sách báo khiêu dâm đề cập tới bạo lực tình dục ở một mức nào đó... là một khi đã nghiện... tôi sẽ tiếp tục tìm kiếm những tài liệu kích thích hơn, đồi trụy hơn, nhiều hình ảnh hơn. Đến khi bạn chạm tới cái ngưỡng cuối cùng của các nội dung khiêu dâm... bạn sẽ tự hỏi liệu nếu thực sự biến chúng thành hành động thì có đem lại cảm giác vượt xa so với việc chỉ nhìn và đọc hay không." Anh cũng nói rằng bạo lực trên các phương tiện truyền thông, "đặc biệt là bạo lực tình dục", đã đẩy các cậu bé "vào con đường trở thành các bản sao của Ted Bundy." Với FBI, anh đề xuất nên giám sát các phòng chiếu phim người lớn và theo dõi những khách hàng quen thuộc của họ. "Các người sắp giết tôi," Bundy nói, "và đó là cách các người bảo vệ xã hội khỏi bàn tay của tôi. Nhưng ngoài kia vẫn còn rất nhiều kẻ nghiện nội dung khiêu dâm, và các người không làm gì cả."
Trong khi Nelson tin rằng những mối lo ngại của Bundy là thật tâm, hầu hết các nhà viết tiểu sử, nhà nghiên cứu và nhà quan sát đều kết luận việc Bundy đột ngột lên án văn hóa phẩm khiêu dâm là một nỗ lực thao túng cuối cùng, hòng tìm đường đổ lỗi bằng cách phục vụ cho chương trình của Dobson, vốn là một người chỉ trích các nội dung khiêu dâm suốt nhiều năm. Bundy bảo Dobson rằng các tạp chí trinh thám về "tội phạm có thật" đã "làm hỏng" anh ta và "thúc đẩy sự tưởng tượng... đến mức khiến anh dần trở thành một tên giết người hàng loạt." Thế nhưng trong một bức thư gửi cho Ann Rule vào năm 1977, Bundy lại viết, "Ai trên đời lại đọc những ấn phẩm này chứ?... Tôi chưa bao giờ mua một quyển tạp chí như vậy, và chắc là khoảng hai ba lần gì đó, tôi từng cầm thử một quyển." Bundy từng chia sẻ với Michaud và Aynsworth vào năm 1980, và với Hagmaier vào đêm trước cuộc trò chuyện với Dobson, về việc nội dung khiêu dâm đóng vai trò không đáng kể trong quá trình anh chuyển mình thành kẻ giết người hàng loạt. "Vấn đề ở đây không phải là nội dung khiêu dâm", Dekle viết. "Vấn đề ở chính Bundy kia." "Tôi cũng muốn tin rằng động cơ cho mối lo ngại của anh ta đến từ sự vị tha," Rule viết. "Nhưng tất cả những gì tôi có thể thấy trong cuốn băng của Dobson không gì hơn một trò thao túng tâm trí khác của Ted Bundy. Tác dụng của cuốn băng đó là một lần nữa đặt ra rằng trách nhiệm cho những tội ác mà Bundy gây ra không thuộc về anh ta, mà thuộc về chính chúng ta. "

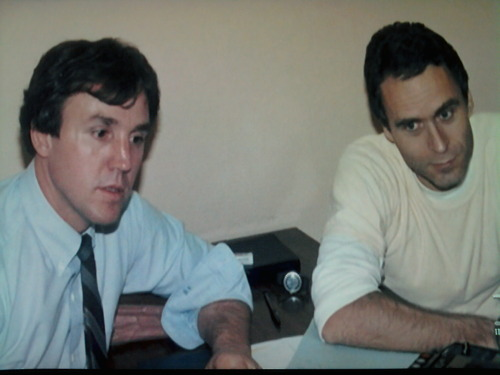
Hagmaier và Bundy trong cuộc phỏng vấn tử tù cuối cùng trước ngày Bundy bị hành quyết, ngày 23 tháng 1 năm 1989

Cả Rule và Aynesworth đều lưu ý về việc Bundy lúc nào cũng đổ lỗi cho ngoại cảnh hoặc cho người khác. Dù đã thú nhận về 30 vụ giết người, Bundy vẫn không bao giờ thực sự nhận trách nhiệm cho bất cứ vụ nào trong số đó, ngay cả khi được trao cơ hội thoát án tử hình bằng việc nhận tội trong phiên tòa xử vụ Chi Omega, anh cũng không chịu khuất phục. Thay vì nhận lỗi, Bundy đỗ lỗi cho rất nhiều nguyên nhân khác nhau từ bị ông ngoại bạo hành, thiếu vắng sự giáo dưỡng của cha ruột, bị che giấu nhân thân, rượu, truyền thông, cảnh sát (Bundy buộc tội họ ngụy tạo bằng chứng), xã hội nói chung, bạo lực trên truyền hình, cho tới các tạp chí tội phạm có thật và các nội dung khiêu dâm. Bundy cho là những chương trình truyền hình mà anh xem trên các bộ loa đài ăn cắp, đã "tẩy não", khiến anh có hành vi trộm thẻ tín dụng. Bundy thậm chí từng ít nhất một lần, cố gắng quy kết trách nhiệm cho các nạn nhân: "Anh từng biết những người... toát ra sự yếu mềm", anh viết trong lá thư gửi Kloepfer năm 1977. "Nét mặt của họ hiện lên dòng chữ 'Tôi sợ anh', cứ như đang mời gọi người khác tới hành hạ mình vậy... Chẳng phải họ đang khéo léo khuyến khích để được tổn thương bằng cách mong đợi điều đó sao?"

Một điểm đáng kể trong suy nghĩ tràn ngập ảo tưởng của Bundy:
Bundy luôn ngạc nhiên khi có ai để ý rằng một trong những nạn nhân của mình đã mất tích, bởi vì anh ta tưởng tượng nước Mỹ là nơi mà tất cả mọi người đều vô hình ngoại trừ chính họ. Và Bundy luôn kinh ngạc khi người ta làm chứng rằng họ đã nhìn thấy anh ở những nơi buộc tội, bởi Bundy không nghĩ là mọi người lại để ý đến nhau.
Bundy phàn nàn với Lewis, "Tôi không hiểu sao các người cứ phải ra ngoài để tìm tôi". Lewis nói, "Anh ta thật sự không nhận thức được mức độ nghiêm trọng của những việc mình đã làm." Keppel thì viết, "Một kẻ giết người hàng loạt tự xây nên những bức tường vững chắc giữa bản thân và cảm giác tội lỗi, và những bức tường đó đôi khi không thể bị phá vỡ." Nelson đồng tình. "Mỗi lần buộc phải thú tội, đồng nghĩa với việc anh ta phải nhảy qua một cái rào cản dựng đứng mà anh đã tự xây nên từ rất lâu."

## Các nạn nhân
Đêm trước ngày hành quyết, Bundy đã thú nhận về 30 vụ giết người, nhưng tổng số nạn nhân thực sự vẫn là điều bí ẩn. Các ước tính được công bố lên tới 100 nạn nhân hoặc có thể còn cao hơn, Bundy đôi lúc còn đưa ra những bình luận khó hiểu để khuyến khích các suy đoán. Anh nói với Hugh Aynesworth vào năm 1980 là cứ mỗi vụ giết người được "công khai" thì sẽ "có thể có một vụ được giấu kín". Khi các điều tra viên FBI đề xuất con số 36, Bundy trả lời, "Thêm một chữ số vào là sẽ có con số nạn nhân thật sự." Nhiều năm sau, anh nói với luật sư Polly Nelson rằng ước tính chung khoảng 35 nạn nhân là chính xác, nhưng Robert Keppel lại viết "Ted và tôi đều biết tổng số cao hơn nhiều." "Tôi không nghĩ anh ta thậm chí biết được... mình từng giết bao nhiêu người, và tại sao lại giết họ," Fred Lawrence, linh mục Giám lý, người phụ trách các hoạt động tôn giáo cuối cùng của Bundy nói. "Đó là ấn tượng của tôi, một ấn tượng mạnh mẽ."
Vào buổi tối trước khi lên ghế điện, Bundy đã cùng Bill Hagmaier kiểm điểm số nạn nhân của anh ta trên từng tiểu bang trong tổng 30 vụ giết người:
- Ở Washington, 11 người (bao gồm cả Parks, bị bắt cóc ở Oregon nhưng bị giết ở Washington. Trong đó có 3 người không xác định được danh tính)
- Ở Utah, 8 người (3 người không xác định được danh tính)
- Ở Colorado, 3 người
- Ở Florida, 3 người
- Ở Oregon, 2 người (đều không xác định được danh tính)
- Ở Idaho, 2 người (1 người không xác định được danh tính)
- Ở California, 1 người không xác định được danh tính

Sau đây là danh sách tóm tắt theo trình tự thời gian của 20 nạn nhân và 5 người may mắn sống sót đã được định danh:

### 1974

#### Washington, Oregon
- Ngày 4 tháng 1: Karen Sparks (thường có tên Joni Lenz trong các tiểu sử về Ted Bundy) (18 tuổi): Bị hành hung và tấn công tình dục trên giường khi đang ngủ;[79] sống sót.[77][74]
- Ngày 1 tháng 2: Lynda Ann Healy (21 tuổi): Bị đánh bất tỉnh và bắt cóc khi đang ngủ;[80] hộp sọ và xương hàm của cô được tìm thấy tại khu vực núi Taylor.[117]
- Ngày 12 tháng 3: Donna Gail Manson (19 tuổi): Bị bắt cóc khi đang đi bộ đến một buổi hòa nhạc tại trường Cao đẳng bang Evergreen; theo lời Bundy, di hài của cô nằm tại núi Taylor, nhưng không bao giờ được tìm thấy.[275]
- Ngày 17 tháng 4: Susan Elaine Rancourt (18 tuổi): Biến mất sau khi đi gặp mặt các cố vấn vào buổi tối tại Đại học tiểu bang trung tâm Washington;[83][84] xương sọ và xương hàm của cô được tìm thấy tại núi Taylor vào năm 1975.[117]
- Ngày 6 tháng 5: Roberta Kathleen Parks (22 tuổi): Biến mất tại Đại học bang Oregon ở Corvallis; hộp sọ và xương hàm của cô được tìm thấy tại khu vực núi Taylor vào năm 1975.[117]
- Ngày 1 tháng 6: Brenda Carol Ball (22 tuổi): Biến mất sau khi rời Flame Tavern ở Burien;[85] hộp sọ và xương hàm của cô được tìm thấy tại khu vực núi Taylor vào năm 1975.[117]
- Ngày 11 tháng 6: Georgann Hawkins (thường viết sai chính tả thành "Georgeann Hawkins"[88])  (18 tuổi): Bị bắt cóc từ một con hẻm phía sau ngôi nhà nữ sinh của cô tại UW;[89] phần hài cốt mà Bundy xác định là của Hawkins được tìm thấy tại Issaquah.[116][364]
- Ngày 14 tháng 7: Janice Ann Ott (23 tuổi): Bị bắt cóc tại Công viên tiểu bang hồ Sammamish vào ban ngày;[106] hài cốt của cô được tìm thấy tại Issaquah vào năm 1975.[115]
- Ngày 14 tháng 7: Denise Marie Naslund (19 tuổi): Bị bắt cóc bốn giờ sau Ott từ cùng một công viên;[107] hài cốt của cô được tìm thấy tại Issaquah vào năm 1975.[115]

#### Utah
- Ngày 2 tháng 10: Nancy Wilcox (16 tuổi): Bị phục kích, hành hung và siết cổ ở Holladay, Utah;[124]  theo lời Bundy, thi hài của cô được chôn cất gần Vườn quốc gia Capitol Reef, 200 dặm (320 km) về phía nam Salt Lake, nhưng không bao giờ tìm thấy.[126]
- Ngày 18 tháng 10: Melissa Anne Smith (17 tuổi): Mất tích khỏi Midvale, Utah; thi thể của cô được tìm thấy chín ngày sau, ở khu vực miền núi gần đó.[127]
- Ngày 31 tháng 10: Laura Ann Aime (17 tuổi): Biến mất khỏi Lehi, Utah; bị bạo dâm và kê gian; thi thể của cô được phát hiện bởi những người đi bộ đường dài ở hẻm núi American Fork.[131]
- Ngày 8 tháng 11: Carol DaRonch (18 tuổi): Suýt bị bắt cóc ở Murray, Utah; cô vùng thoát khỏi xe của Bundy và sống sót.[136]
- Ngày 8 tháng 11: Debra Jean Kent (17 tuổi): Mất tích sau khi rời một vở kịch của trường ở Bountiful, Utah; theo lời Bundy, di hài của Kent ở gần Fairview, bang Utah, 100 dặm (160 km) về phía nam Bountiful; một phần xương bánh chè của cô được tìm thấy vào năm 2015, xác định qua giám định DNA.[175][365]

### 1975

#### Utah, Colorado, Idaho
- Ngày 12 tháng 1: Caryn Eileen Campbell (23 tuổi): Biến mất khỏi hành lang nhà trọ ở Snowmass, Colorado;[143] thi thể của cô được phát hiện 36 ngày sau, trên một con đường đất gần khách sạn.[144]
- Ngày 15 tháng 3: Julie Cunningham (26 tuổi): Biến mất khi trên đường đến một quán rượu ở Vail, Colorado;[145] theo lời Bundy, thi thể của cô được chôn cất gần Rifle, 90 dặm (140 km) về phía tây của Vail, nhưng không bao giờ tìm thấy.[366]
- Ngày 6 tháng 4: Denise Lynn Oliverson (25 tuổi): Bị bắt cóc khi đang đạp xe về nhà bố mẹ đẻ ở Grand Junction, Colorado;[148] theo lời Bundy, thi thể của Oliverson bị anh phi tang xuống sông Colorado, 5 dặm (8,0 km) về phía tây Grand Junction,[367] nhưng không bao giờ tìm thấy.[368]
- Ngày 6 tháng 5: Lynette Dawn Culver (12 tuổi): Bị bắt cóc từ trường trung học cơ sở Alameda ở Pocatello, Idaho;[149] theo lời Bundy, thi thể của Culver bị anh phi tang dưới một dòng sông, mà giới chức tin là sông Snake, nhưng không bao giờ được tìm thấy.[150]
- Ngày 28 tháng 6: Susan Curtis (15 tuổi): Biến mất trong một hội nghị thanh niên tại Đại học Brigham Young;[154] theo lời Bundy, thi thể của cô được chôn cất gần Price, Utah, 75 dặm (121 km) về phía đông nam Provo, nhưng không bao giờ tìm thấy.[369]

### 1978

#### Florida
- Ngày 15 tháng 1: Margaret Elizabeth Bowman (21 tuổi): Bị hành hung và bóp cổ khi đang ngủ, tại hội nữ sinh Chi Omega, FSU (không có hiện trường vụ án thứ cấp)[370]
- Ngày 15 tháng 1: Lisa Levy (20 tuổi): Bị hành hung, bóp cổ và tấn công tình dục khi đang ngủ, tại hội nữ sinh Chi Omega, FSU (không có hiện trường vụ án thứ cấp)[370]
- Ngày 15 tháng 1: Karen Chandler (21 tuổi): Bị hành hung khi đang ngủ, tại hội nữ sinh Chi Omega, FSU; sống sót.[370]
- Ngày 15 tháng 1: Kathy Kleiner (21 tuổi): Bị hành hung khi đang ngủ, tại hội nữ sinh Chi Omega, FSU; sống sót.[370]
- Ngày 15 tháng 1: Cheryl Thomas (21 tuổi): Bị hành hung khi đang ngủ, cách Chi Omega 8 dãy nhà; sống sót.[370]
- Ngày 9 tháng 2: Kimberly Dianne Leach (12 tuổi): Bị bắt cóc từ trường trung học cơ sở đang theo học tại Lake City, Florida;[12] phần thi thể khô của cô được tìm thấy gần Vườn tiểu bang sông Suwannee, 43 dặm (69 km) về phía tây Lake City.[218]

### Những nạn nhân nghi ngờ

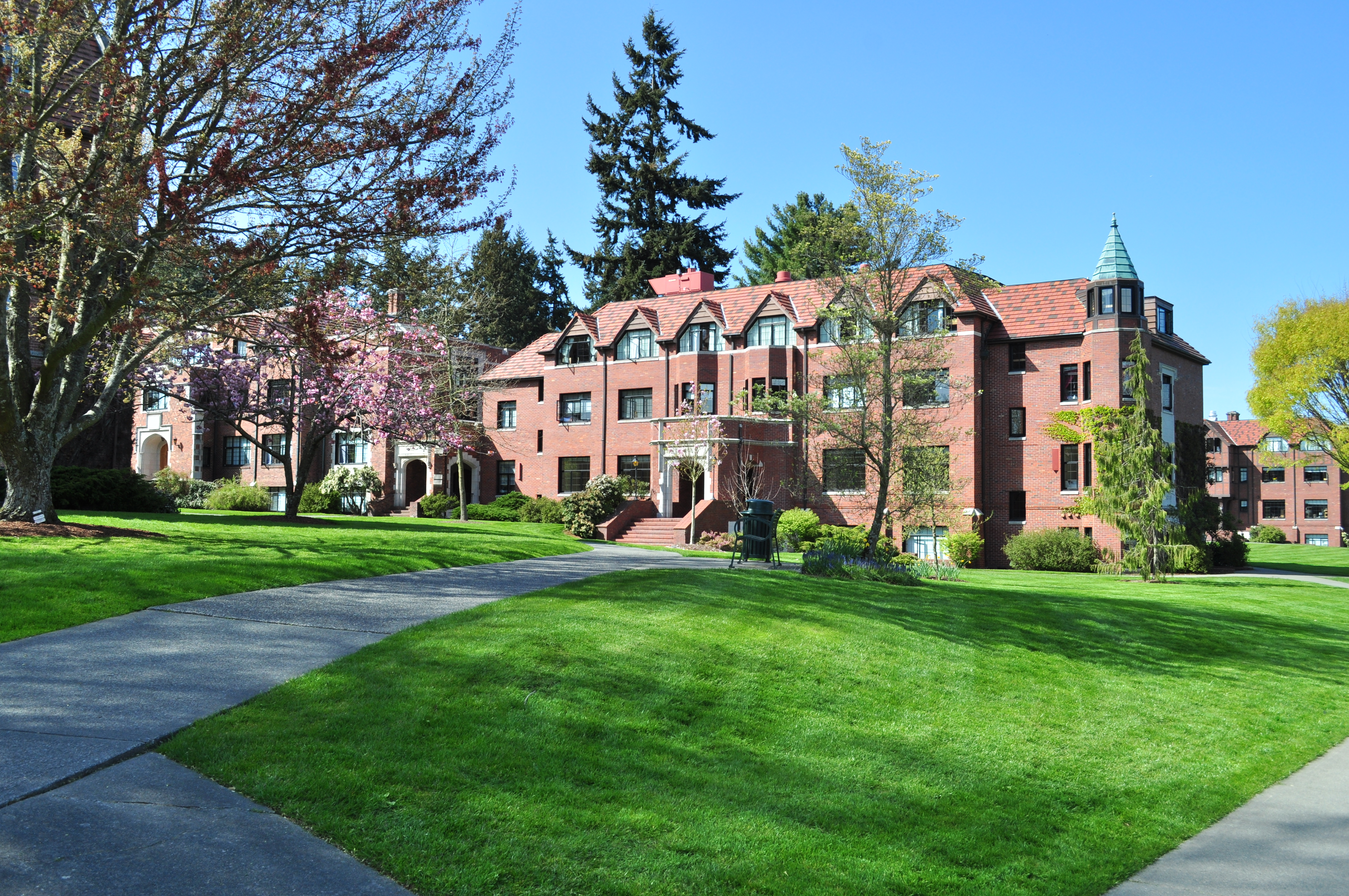
Dựa trên các bằng chứng tình tiết, cha mẹ Burr tin rằng con gái họ được chôn cất đâu đó ở khuôn viên Đại học Puget Sound

Bundy vẫn là nghi phạm trong một số vụ giết người chưa được giải quyết, và có khả năng chịu trách nhiệm cho cái chết của rất nhiều nạn nhân vô danh khác. Năm 1987, Bundy tâm sự với Keppel rằng có "một số vụ giết người" mà anh sẽ "không bao giờ nói đến", vì chúng diễn ra ở "quá gần nhà mình", "quá gần gia đình nạn nhân", hoặc liên quan đến những "nạn nhân còn rất trẻ".
- Ann Marie Burr (8 tuổi) biến mất khỏi căn nhà ở Tacoma vào ngày 31 tháng 8 năm 1961,[373] lúc này Bundy mới 14 tuổi. Một dấu giày quần vợt không xác định được tìm thấy trên băng ghế trước nhà. Do kích thước nhỏ của chiếc giày, cảnh sát tin rằng hung thủ phải là một thiếu niên hoặc thanh niên.[374] Nhà Burr nằm trên con đường giao báo của Bundy. Cha của nạn nhân chắc chắn rằng ông đã nhìn thấy Bundy tại một con mương ở công trường xây dựng trong khuôn viên Đại học Puget Sound gần đó vào buổi sáng mà con gái ông biến mất.[375][cần số trang] Các bằng chứng tình tiết khác cũng liên quan đến Bundy, nhưng các thanh tra tiếp cận vụ án chưa bao giờ đồng ý về khả năng anh ta là hung thủ.[68][376] Bundy liên tục phủ nhận tội danh và viết một lá thư chối tội gửi tới gia đình Burr vào năm 1986;[377] Keppel thì nhận thấy rằng Burr phù hợp với cả ba tiêu chuẩn "không đề cập" của Bundy là "quá gần nhà mình", "quá gần gia đình nạn nhân", và "rất trẻ".[372] Kiểm tra pháp y đối với vật chứng từ hiện trường vụ án vào năm 2011 không đủ DNA nguyên vẹn để so sánh với Bundy.[378]
- Hai tiếp viên hàng không Lisa E. Wick và Lonnie Ree Trumbull, đều 20 tuổi, đã bị đánh vào đầu bằng một mảnh gỗ khi đang ngủ trong căn hộ tầng hầm của họ ở quận Queen Anne Hill, Seattle vào ngày 23 tháng 6 năm 1966,[379] gần cửa hàng Safeway nơi Bundy làm việc vào thời điểm đó và cũng là nơi phụ nữ thường xuyên mua sắm. Trumbull mất mạng. Khi nhìn lại, Keppel nhận thấy nhiều điểm tương đồng với hiện trường vụ án Chi Omega.[380] Wick, người bị mất trí nhớ vĩnh viễn do hậu quả của cuộc tấn công, sau đó đã liên lạc với Ann Rule: "Tôi biết rằng chính Ted Bundy đã làm điều đó với chúng tôi", cô viết, "nhưng không thể nói cho cô làm thế nào tôi biết được."[381] Trong trường hợp không có bằng chứng buộc tội, khả năng Bundy là kẻ thủ ác vẫn chỉ là suy đoán.[382]
- Đôi bạn học cao đẳng Susan Margarite Davis và Elizabeth Perry, đều 19 tuổi, bị đâm chết vào ngày 30 tháng 5 năm 1969 khi đang trong kỳ nghỉ.[66] Ngay trong ngày hôm đó, xe của họ được tìm thấy ở bên cạnh Vườn quốc gia Parkway, ngoại ô Somers Point, New Jersey, gần thành phố Atlantic, 60 dặm (97 km) về phía đông nam Philadelphia. Ba ngày sau, hai thi thể được tìm thấy, một lõa thể và một vẫn nguyên vẹn quần áo.[383] Bundy theo học tại Đại học Temple từ tháng 1 đến tháng 5 năm 1969 và dường như không di chuyển về phía tây cho đến sau Ngày Tưởng niệm cuối tuần. Dù lời kể của Bundy về những tội ác đầu tiên của anh khác nhau đáng kể trong các cuộc phỏng vấn, anh từng nói với nhà tâm lý học pháp y Art Norman rằng những nạn nhân đầu tiên mà anh đoạt mạng là hai phụ nữ ở khu vực Philadelphia.[66] Người viết tiểu sử Richard Larsen tin là Bundy đã thực hiện các vụ giết người bằng thủ đoạn giả vờ bị thương của mình, dựa trên cuộc phỏng vấn của điều tra viên với Julia, dì của Bundy, bà cho biết: Ted bị bó bột chân do tai nạn ô tô vào cuối tuần xảy ra vụ giết người, và do đó không thể đi từ Philadelphia đến Jersey Shore; thế nhưng không có hồ sơ chính thức về bất kỳ vụ tai nạn nào như vậy.[384] Bundy bị coi là "nghi phạm tiềm năng" nhưng rồi vụ án vẫn bỏ ngỏ.[384]
- Rita Patricia Curran, giáo viên tiểu học 24 tuổi và là người giúp việc bán thời gian ở một nhà trọ, bị sát hại trong căn hộ dưới tầng hầm của mình vào ngày 19 tháng 7 năm 1971, ở Burlington, Vermont; cô đã bị bóp cổ, đánh đập và hãm hiếp.[385] Vị trí của nhà trọ nơi Curran làm việc (liền kề với nơi sinh của Bundy, Nhà hộ sinh Elizabeth Lund dành cho các bà mẹ đơn thân) và những điểm tương đồng với các hiện trường vụ án đã biết của Bundy khiến đặc vụ FBI về hưu John Bassett đề xuất anh ta là nghi phạm.[386] Không có bằng chứng xác định chắc chắn Bundy ở Burlington vào ngày xảy ra án mạng, nhưng hồ sơ thành phố ghi nhận rằng một người tên "Bundy" đã bị một con chó cắn trong tuần,[387] và những sự kiện trong khoảng thời gian dài bao gồm cả mùa hè năm 1971, chưa bao giờ được Bundy tiết lộ.[43] Vụ án của Curran vẫn không được giải quyết.[388] Theo Keppel, Bundy nói với ông rằng anh đã sát hại một phụ nữ trẻ vào tháng 7 năm 1971 ở Burlington, làm việc cạnh ngôi nhà nơi anh ta được sinh ra. Và Bundy ở đó để lấy thông tin về ngày sinh của mình.[389]
- Joyce LePage (21 tuổi) được nhìn thấy lần cuối vào ngày 22 tháng 7 năm 1971, trong khuôn viên trường Đại học bang Washington, nơi cô đang theo học. Chín tháng sau, người tìm thấy bộ xương của LePage trong một khe núi sâu phía nam Pullman, Washington, được bọc trong thảm và chăn quân đội, buộc bằng dây thừng. Theo các điều tra viên, nhiều nghi phạm, bao gồm cả Bundy, "chưa bao giờ được điều tra rõ". Nhà chức trách Quận Whitman vẫn xếp Bundy vào diện tình nghi.[390]
- Rita Lorraine Jolly (17 tuổi) biến mất khỏi West Linn, Oregon, vào ngày 29 tháng 6 năm 1973;[391] Vicki Lynn Hollar (24 tuổi) biến mất khỏi Eugene, Oregon, vào ngày 20 tháng 8 năm 1973.[392] Bundy từng thú nhận hai vụ giết người ở Oregon mà không xác định được danh tính nạn nhân. Các thanh tra Oregon nghi ngờ rằng họ chính là Jolly và Hollar, nhưng không có thời gian thẩm vấn Bundy để xác nhận điều này. Cả hai người phụ nữ vẫn được phân loại là mất tích.[393]
- Katherine Merry Devine (14 tuổi) bị bắt cóc vào ngày 25 tháng 11 năm 1973, thi thể được tìm thấy vào tháng sau tại khu rừng bang Capitol gần Olympia, Washington.[394] Brenda Joy Baker (14 tuổi) được nhìn thấy khi xin đi nhờ xe gần Puyallup, Washington, vào ngày 27 tháng 5 năm 1974; tìm thấy xác của cô ở Công viên tiểu bang Millersylvania một tháng sau đó.[395][396] Mặc dù nhiều người tin là Bundy phải chịu trách nhiệm cho cả hai vụ giết người, nhưng Bundy nói với Keppel rằng anh ta không biết gì về cả hai vụ án.[397][398] William E. Cosden bị bắt giữ và kết án vì tội giết Devine thông qua phân tích DNA vào năm 2002.[394] Vụ sát hại Baker thì vẫn chưa được giải quyết.
- Sandra Jean Weaver (19 tuổi) người Wisconsin sống ở Tooele, Utah, được nhìn thấy lần cuối tại thành phố Salt Lake vào ngày 1 tháng 7 năm 1974; thi thể lõa thể của cô được phát hiện ngay ngày hôm sau gần Grand Junction, Colorado.[399] Các nguồn tin không thống nhất xoay quanh việc liệu Bundy có nhắc đến tên Weaver trong các cuộc phỏng vấn tử tù hay không.[400] Vụ án tới nay vẫn chưa được giải quyết.[401]
- Melanie Suzanne "Suzy" Cooley (18 tuổi) biến mất này 15 tháng 4 năm 1975, sau khi rời khỏi trường Trung học Nederland ở Nederland, Colorado, 50 dặm (80 km) về phía tây bắc Denver.[402] Cô bị đánh vào đầu và bóp cổ, xác của Cooley được phát hiện bởi nhân viên bảo trì đường bộ hai tuần sau đó tại Coal Creek Canyon, cách 20 dặm (32 km). Biên lai trạm xăng chứng minh Bundy đã ở thành phố Golden, gần hiện trường vụ án vào ngày Cooley mất tích.[403] Cooley được đưa vào một số danh sách nạn nhân của Bundy, nhưng các nhà chức trách hạt Jefferson cho rằng bằng chứng không có cơ sở và tiếp tục coi vụ giết người là một vụ án đóng băng.[404]
- Shelley Kay Robertson (24 tuổi) không đi làm ở Golden, Colorado, vào ngày 1 tháng 7 năm 1975. Thi thể khỏa thân, đang phân hủy của cô được hai nhân viên khai thác tìm thấy vào tháng 8, cách 500 feet (150 m), bên trong một hầm mỏ trên đèo Berthoud gần Winter Park Resort.[405] Biên lai trạm xăng xác nhận Bundy đã ở khu vực này vào thời điểm xảy ra vụ án, nhưng không có bằng chứng trực tiếp chứng minh Bundy gây án. Vụ sát hại Robertson vẫn là án mở.[406]
- Nancy Perry Baird (23 tuổi) biến mất khỏi trạm dịch vụ, nơi cô làm việc tại Layton, Utah, 25 dặm (40 km) về phía bắc thành phố Salt Lake, vào ngày 4 tháng 7 năm 1975, được ghi nhận như một vụ mất tích.[407][408] Bundy đặc biệt phủ nhận việc liên quan đến vụ án này trong các cuộc phỏng vấn tử tù.[351]
- Debbie Smith (17 tuổi) được nhìn thấy lần cuối tại thành phố Salt Lake vào đầu tháng 2 năm 1976, ngay trước khi phiên tòa xét xử vụ DaRonch bắt đầu; thi thể của cô được tìm thấy gần Sân bay quốc tế thành phố Salt Lake vào ngày 1 tháng 4 năm 1976.[409] Mặc dù Debbie Smith được liệt kê là nạn nhân của Bundy bởi một số nguồn tin, nhưng vụ án mạng của cô vẫn chính thức chưa được giải quyết.[410]

Vài phút trước giờ hành hình, Hagmaier hỏi Bundy về những vụ giết người chưa được giải quyết ở New Jersey, Illinois, Vermont (vụ Curran), Texas và Miami, Florida. Bundy đã cung cấp các chỉ dẫn đến nơi chôn cất Susan Curtis ở Utah (sau đó được xác minh là không chính xác), nhưng vẫn phủ nhận việc liên quan đến bất kỳ vụ án mở nào.
Năm 2011, hồ sơ DNA hoàn chỉnh của Bundy, thu được từ một lọ máu của anh ta, được tìm thấy trong một kho bằng chứng, đã được thêm vào cơ sở dữ liệu DNA của FBI để tham khảo trong tương lai cho những vụ án giết người kể trên và cả những vụ án chưa được giải quyết khác.

## Vật chứng
- Chiếc Volkswagen Beetle 1968 của Bundy đã được trưng bày trong tiền sảnh của Bảo tàng tội phạm và trừng phạt quốc gia ở Washington, D.C. cho đến khi đóng cửa vào năm 2015. Hiện nó đang được đặt triển lãm tại Bảo tàng tội phạm đông Alcatraz ở Pigeon Forge, Tennessee.[413]
- Mặt nạ trượt tuyết, dây thừng, đèn pin, còng tay, găng tay và mặt nạ nylon đều được tìm thấy bên trong khoang đựng bao tay trên chiếc Volkswagen Beetle 1968 của Bundy.[414]
- Những bức ảnh Polaroid về các nạn nhân của Bundy đã được tìm thấy trong suốt nhiều năm.[415]

## Trên phương tiện truyền thông

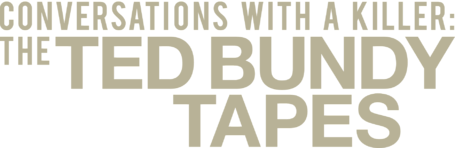
Logo loạt phim tài liệu Conversations with a Killer: The Ted Bundy Tapes của Netflix ra mắt năm 2019, nhân dịp 30 năm ngày hành quyết Ted Bundy

### Phim
- The Deliberate Stranger (1986), Mark Harmon thủ vai Ted Bundy
- Ted Bundy (2002), Michael Reilly Burke thủ vai Ted Bundy
- The Stranger Beside Me (2003), Billy Campbell thủ vai Ted Bundy
- The Riverman (2004), Cary Elwes thủ vai Ted Bundy
- Bundy: An American Icon (2008), Corin Nemec thủ vai Ted Bundy
- The Capture of the Green River Killer (2008), James Marsters thủ vai Ted Bundy
- Extremely Wicked, Shockingly Evil and Vile (2019), Zac Efron thủ vai Ted Bundy

### Sách
- Rule, Ann (1980). The Stranger Beside Me. W.W. Norton and Company Inc. ISBN 978-1-938402-78-4
- Kendall, Elizabeth (1981). The Phantom Prince: My Life with Ted Bundy. Abrams & Chronicle Books. ISBN 978-1419744853
- Sullivan, Kevin M (2009). The Bundy Murders: A Comprehensive History. McFarland and Company Inc. ISBN 978-0-786444-26-7
- Michaud, Stephen G., and Hugh Aynesworth (2000). Ted Bundy: Conversations with a Killer. Authorlink Press. ISBN 978-1928704-17-1
- Nelson, Polly (2019). Defending the Devil: My Story as Ted Bundy's Last Lawyer. Echo Point Books & Media. ISBN 978-1635617-91-7
- Carlisle, Al (2017). Violent Mind: The 1976 Psychological Assessment of Ted Bundy. Genius Book Publishing. ISBN 978-0998297-37-8
- Michaud, Stephen G., and Hugh Aynesworth (2012). The Only Living Witness: The True Story of Serial Sex Killer Ted Bundy. Authorlink. ISBN 978-1928704119

### Chương trình truyền hình
- Ted Bundy: Devil In Disguise.[417]
- Ted Bundy: An American Monster.[418]
- Ted Bundy: What Happened.[419]
- Đối thoại với kẻ sát nhân: Thước phim về Ted Bundy (2019), phim tài liệu do Netflix phát hành
- Ted Bundy: Falling for a Killer, loạt phim tài liệu của Amazon Prime Video (2020)